# وادي رم
وادي رم، واد سياحي طبيعي يقع جنوب الأردن على بعد 250 كيلو متر جنوب العاصمة عمان و70 كيلومتر شمالي مدينة العقبة الساحلية بالقرب من الحدود الأردنية السعودية. يسمى أيضاً بـ «وادي القمر» نظرًا لتشابه تضاريسه مع تضاريس القمر.
و قد ظهر اسم هذا الوادي في الكتب السماوية بإسم ( إرم ذات العماد ) كما في القرآن الكريم قبل ١٤٠٠ سنة ، و هي موطن قوم هود الذين حلت عليهم عقوبة بالريح الشديدة التي أبقت أجسادهم بعدها في أرضهم جثث بلا حياة ( إرم ذات العماد التي لم يخلق مثلها في البلاد ) ، كما نرى في الصور الأعمدة الجبلية العظيمة 
في عام 2011 أدرجت منظمة اليونسكو محمية وادي رم ضمن قائمة التراث الطبيعي العالمي، وفي عام 2019 أعلن الاتحاد الفلكي الدولي في مؤتمر صحفي عالمي عن تسمية النجم (واسب-80 باسم (بترا) وتسمية الكوكب الذي يدور حوله باسم (وادي رم).
وادي رم هو صحراء متنوعة التضاريس يسوده المناخ الصحرواي ويقع ضمن حدود صحراء حِسمى وهي واحدة من أكثر الصحارى جمالًا في العالم، وتتميز جبالها الصخرية بألوانها البيضاء والصفراء والحمراء والبنية، وبتشكيلاتها الجغرافية المميزة. يحتوي وادي رم على مجموعة من الأودية الضيقة والأقواس الطبيعية والمنحدرات الشاهقة والطرق المنحدرة، فضلاً عن أكوام كبيرة من الصخور المنهارة وعدد من الكهوف والآلاف من المنحوتات الصخرية والنقوش، كما يضم أعلى القمم الجبلية في جنوب بلاد الشام وهما: جبل أم الدامي وجبل رم.
تعد صحراء وادي رم موئلًا لبعض النباتات الصحراوية ولمجموعة مدهشة من الطيور الصغيرة مثل طائر القبرة الصحراوية، بالإضافة إلى الزواحف والثدييات الصغيرة، ومع غياب الشمس تظهر أنواع فريدة من الحيوانات البرية كالأرنب البري والثعالب وهررة الرمال، وفي أوائل فصل الربيع والخريف يصبح وادي رم طريقًا مهمًا للطيور المهاجرة بين إفريقيا وأوروبا الشرقية خاصةً للطيور الجارحة التي من الممكن رؤية المئات منها في يوم واحد.
صورت العديد من الأفلام في وادي رم مثل فيلم لورنس العرب وفيلم المريخي، إذ جذب الوادي صانعي الأفلام خاصة أفلام الخيال العلمي التي تدور أحداثها على كوكب المريخ بسبب التشابه الشديد بين تضاريس وادي رم وكوكب المريخ، ويعتبر وادي رم من أكثر المناطق السياحية في الأردن التي يزورها السياح من جميع أنحاء العالم كونه يجسد تطوُّر الفلاحة والزراعة والحياة الحضرية في المنطقة، ويمكن للسياح ممارسة العديد من الأنشطة مثل رياضة تسلق الجبال وركوب المناطيد والقيام برحلات على ظهور الخيول والجمال أو باستخدام سيارات الدفع الرباعي ويقام فيه سنويًا سباق الإبل وهو الحدث الأول من نوعه في الأردن، بالإضافة إلى أنَّ وادي رم يعتبر من أفضل الأماكن في الأردن لمشاهدة النجوم والمجرات ورصد زخات الشهب.

## التسمية
لا يعرف بالضبط سبب تسمية وادي رم بهذا الاسم، هناك اعتقاد بأن اسم «رم» أُخذ من القرآن من الآية 7 من سورة الفجر ﴿أَلَمْ تَرَ كَيْفَ فَعَلَ رَبُّكَ بِعَادٍ ۝٦ إِرَمَ ذَاتِ الْعِمَادِ ۝٧ الَّتِي لَمْ يُخْلَقْ مِثْلُهَا فِي الْبِلَادِ ۝٨﴾ [الفجر:6–8] ولكن ما من دليل واضح وصريح على صحة هذا الإعتقاد، وقيل أن وادي رم سمي قديمًا بـ «آرام» أو «إرم» والتي تعني الأشكال والتصاميم على الأحجار (مثل النقوش). بينما ذكر بعض المؤرخين أن اسم المنطقة اكتسب من قائد الآشوريين (آشور) الذي اجتاح المنطقة الجنوبية بلاد الشام في القرن الثامن قبل الميلاد.
وصف ياقوت الحموي في كتابه «معجم البلدان» صحراء حِسمى قائلًا: «بالكسر ثم السكون، مقصور، يجوز أن يكون أصله من الحسم وهو المنع: وهو أرض ببادية الشام، بينها وبين وادي القرى ليلتان، وأهل تبوك يرون جبل حسمى في غربيّهم وفي شرقيهم شرورى، وبين وادي القرى والمدينة ست ليال»

## تاريخ
استوطن الناس في وادي رم منذ آلاف السنين وكافحوا من أجل البقاء في بيئته القاسية، كانوا هؤلاء الناس من الصيادين والرعاة والمزارعين والتجار. كما احتل الأنباط ذات يوم وادي رم، تاركين وراءهم العديد من الآثار والنقوش بما في ذلك معبد يُعرف اليوم باسم «المعبد النبطي». وقد دلَّت البحوث والنقوش التي عُثر عليها إلى أنَّ أول استيطان للإنسان في وادي رم يعود تاريخه إلى العصر الجليدي قبل نحو 10,000 عام وكانت المنطقة مليئة بالينابيع ومناخها معتدل وتتوفر فيها المياه الجوفية بكثرة.

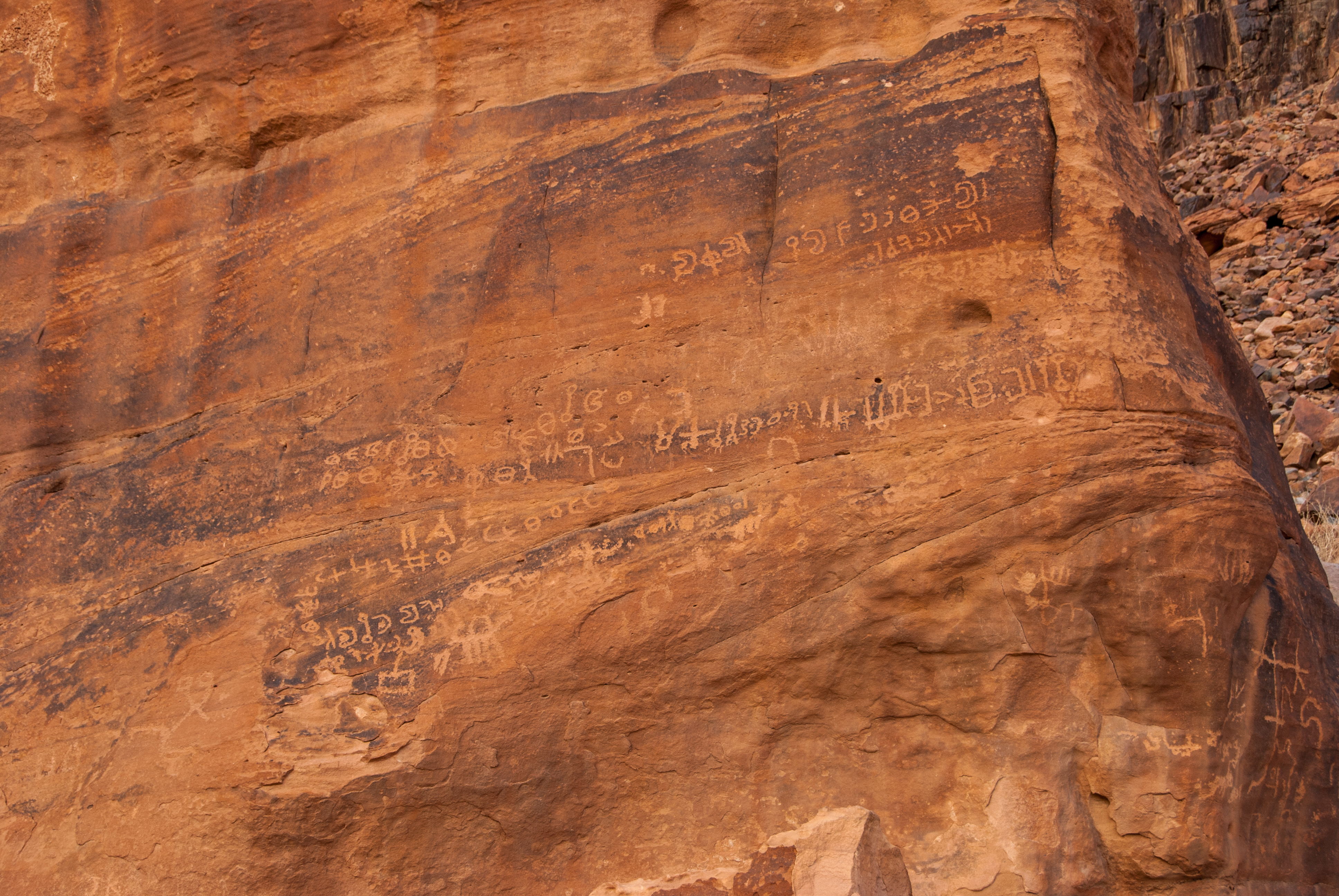
نقوش أثرية عثر عليها على صخور في وادي رم

تعاقبت العديد من الحضارات والأمم على وادي رم بسبب موقعه الجغرافي المميز الواقع بين شبه الجزيرة العربية وبلاد الشام، كالإدوميون والأشوريون والبابليون والفرس واليونان والأنباط وانتهاءً بالعصور الإسلامية.

ولعل المؤرخ الروماني بطليموس هو أول من ذكر وادي رم، الذي سماه (أراموا) في قائمته للمدن الواقعة في العربية السعيدة، مما يدل على وقوع الوادي ضمن شبكة التجارة الإقليمية. اعتبر علماء الآثار إلى حد كبير الموقع المعزول مرتبطًا بشكل عرضي بالمراكز الاقتصادية النبطية في البتراء وأيلة. في التسعينيات، قاد العالمان «دينين دادلي» و«باربرا ريفز» من جامعة فكتوريا مشروعًا لإعادة استكشاف الوادي وترميم آثاره، وكشفت الدراسات عن وجود مجمع قصور ومجمع حمامات (المجمع الشرقي) يعود للإنباط يقع على تل صغير متاخم للجانب الشرقي لجبل رم. افترض دودلي وريفز أن مجمع القصور المتقن الذي بُني في هذه البيئة القاحلة قد شُيد لإثارة إعجاب المسافرين الذين يمرون عبر المنطقة.

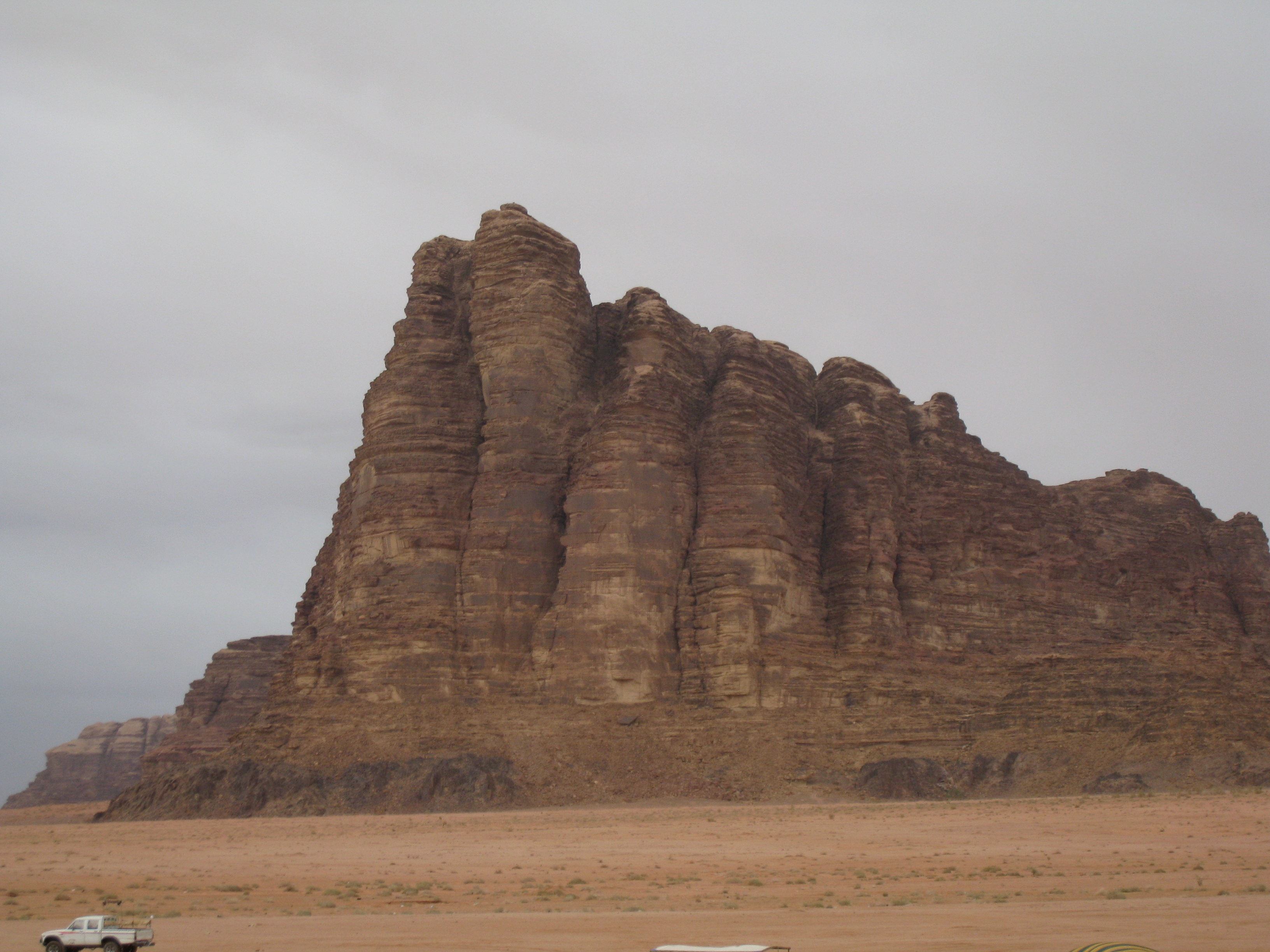
صورة للأعمدة السبعة في وادي رم. يُعتقد أن لورنس العرب قد استلهم اسم كتابه (أعمدة الحكمة السبعة) من هذه التسمية.

انضم السكان المحليون للوادي قديمًا إلى قوات الثورة العربية الكبرى بقيادة الملك فيصل وقاتلوا إلى جانب لورنس العرب خلال الثورة العربية الكبرى عام 1916 لمحاربة الجيشين التركي والألماني. ربما يعود الفضل في شهرة وادي رم إلى لورنس العرب الذي عبره مرارًا وتكرارًا عدة مرات خلال الحرب ثم استقر فيه، وكثيرًا ما كان يشير إلى الوادي في كتابه (أعمدة الحكمة السبعة) ويصف معالمه وجباله، وهو عنوان يُعتقد أنه مستوحى من جبل يسمى (جبل أعمدة الحكمة السبعة) يقع في وادي رم، إلا أنَّ بعض المؤرخين يشككون في تسمية هذا الجبل مشيرين إلى أن لورنس لم يستوحي اسم كتابه منه بل من الكتاب المقدس من سفر الأمثال الإصحاح التاسع الذي يقول: «اَلْحِكْمَةُ بَنَتْ بَيْتَهَا. نَحَتَتْ أَعْمِدَتَهَا السَّبْعَةَ» وأن تسمية هذا الجبل بـ (جبل أعمدة الحكمة السبعة) أتت لاحقًا وفي وقت متأخر، ودليلهم على ذلك هو أن السكان المحليين والبدو المقيمين في المنطقة منذ عشرات السنين لم يطلقوا في يوم من الأيام على هذه الجبل اسم (جبل أعمدة الحكمة السبعة) لا هم ولا أجدادهم بل كانوا يسمونه (جبل المزمار).
جميع السكان الذين يعيشون اليوم في وادي رم وما حوله هم من البدو، وحتى وقت قريب عاشوا حياة بدوية معتمدين على تربية الماعز والجمال الخاصة بهم، ومع أن بعضًا منهم يسكن اليوم في بيوت اسمنتية حديثة إلا أنهم لا زالوا محافظين على العادات والتقاليد البدوية من اللباس العربي وحياكة الخيم من شعر الماعز طوال فصل الصيف، وهم شعب مضياف ومسؤول بشكل كبير عن تطوير وادي رم كوجهة سياحية، ويعتبر العديد من السياح مشاركة الطعام أو شرب القهوة مع البدو من أفضل ذكرياتهم.

يسكن وادي رم حديثاً قبائل بدوية كثيرة اشهرها قبيلة بني عطية، التي ذكرها الشاعر مصطفى وهبي التل في ديوانه عشيات وادي اليابس فيقول:

## الجغرافيا والمناخ

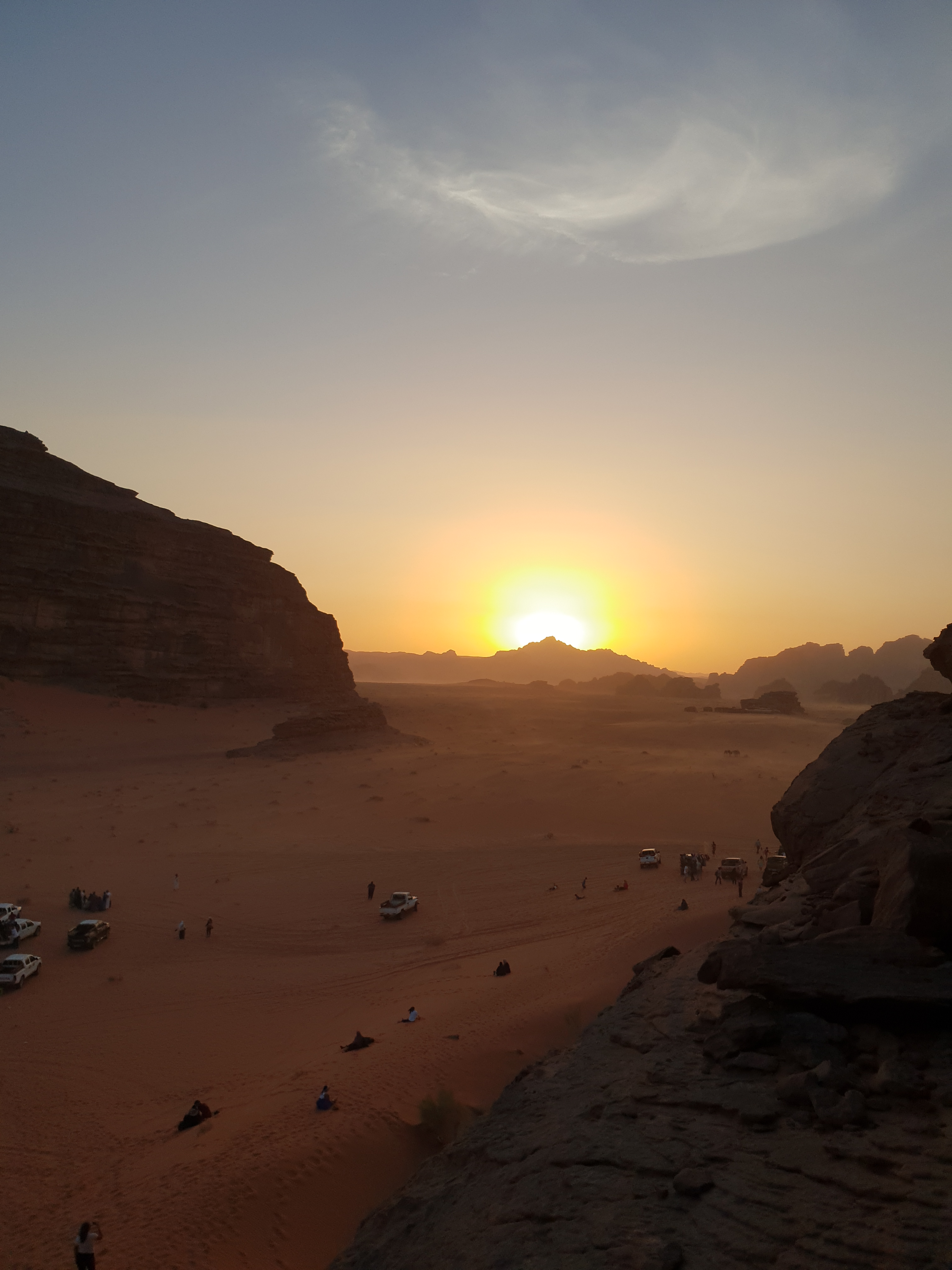
الغروب في وادي رم

يقول الباحثون إن طبيعة هذا الموقع قد تشكلت قبل نحو ثلاثين مليون عام، حيث نشأ في ذلك الوقت شق كبير في القشرة الأرضية نتج عنه وادي رم بالإضافة إلى وادي الأردن والبحر الأحمر. وادي رم هو جزء من صحراء حسمى، وتتميز هذه المنطقة بوجود جبال صخرية عالية متناثرة في سهل رملي واسع، وحِسمى (بكسر الحاء) هو الاسم الشائع عند سكان البادية لكل المنطقة وتمتد بشكل مستطيل من جنوب مرتفعات الشراة ورأس النقب في الأردن إلى جنوب غرب تبوك في السعودية، جبال هذه المنطقة من الصخر الرملي التي أخذت شكلها المميز بسبب العوامل الطبيعية من حت وتعرية في العصور القديمة.
تعتبر صحراء وادي رم واحدة من أكثر الصحارى جمالًا في العالم، وتتميز جبالها الصخرية بألوانها البيضاء والصفراء والحمراء والبنية، وبتشكيلاتها الجغرافية المميزة، تبلغ مساحة محمية وادي رم حوالي 720 كم2 خُِّصص منها 200 كم2 للنشاطات المتنوعة و520 كم2 بقيت كما هي دون أن تعبث بها يد الإنسان، وتجمع المحمية تضاريس متنوعة تشمل مجموعة من الجبال والهضاب والأودية الضيقة والأقواس الطبيعية والمنحدرات الشاهقة، كما تحتوي على النقوش والرسوم المتوزعة على أوديتها وصخورها التي يبلغ عددها حوالي 25,000 منحوتة صخرية و 20,000 نقش على الصخور، ويتراوح ارتفاع جبال رم الشاهقة ما بين 800 - 1750 متراً فوق سطح البحر، ما يجذب آلاف الزوار سنوياً للاستمتاع برياضة التسلق.
لوادي رم مدخلان أحدهما من الجهة الجنوبية بالقرب من وادي اليتم والآخر في الجهة الشمالية. وتوجد في المنطقة الكثير من بقايا الحضارة النبطية كالمعبد النبطي الذي يقع بالقرب من جبل رم والمواقع التي استخدمت كنقاط مراقبة للقوافل التجارية لحمايتها من الاعتداءات، وكثيراً ما تشاهد الكتابات والنقوش النبطية على الصخور المتواجدة هناك كما هو الحال في عين الشلالة ووادي رابغ حيث تتواجد النقوش وأنصاب الآلهة النبطية.
وبالرغم من شح سقوط الأمطار إلا أن الوادي يزخر بالمياه الجوفية والمتمثلة بوجود حوض الديسي بالقرب من الوادي الذي يمتد جنوبًا حتى الحدود السعودية، ويتميز بعذوبة مياه بنسبة مادة ذائبة تصل إلى 270 جزءًا من المليون، يسود وادي رم المناخ الصحرواي، حيث يتراوح معدل درجات الحرارة بين 18°-24°، وبمعدل سقوط للأمطار يقل عن 50 ملم سنويًا.

صورة بانوراما لوادي رم قبل الغروب بلحظات. يظهر فيها لون رمال الصحراء الأحمر القاتم الشبيهه جدًا بتضاريس كوكب المريخ. يظهر في الصورة أيضا التكوينات الجيولوجية التي نشأت على مدى آلاف السنين.

## الحياة البرية
عادة ما يرى زوار وادي رم عددًا قليلاً جدًا من الحيوانات لأنَّ معظم المخلوقات الصحراوية ليلية وتتجنب أشعة الشمس أثناء النهار. تناقصت أعداد هذه الحيوانات بشكل كبير على مدى الزمن، ولكن لا يزال هناك عدد من الطيور والحشرات والزواحف المثير للاهتمام وبعض النباتات الصحراوية. وقد يظن الزائر لهذه المنطقة للوهلة الأولى أنها خالية من الحياة البرية، ولكن مع غياب الشمس تظهر أنواع فريدة من الحيوانات البرية كالأرنب البري والثعالب البرية وهررة الرمال التي تظهر أقدامها بوضوح على الرمال مع ساعات الصباح.

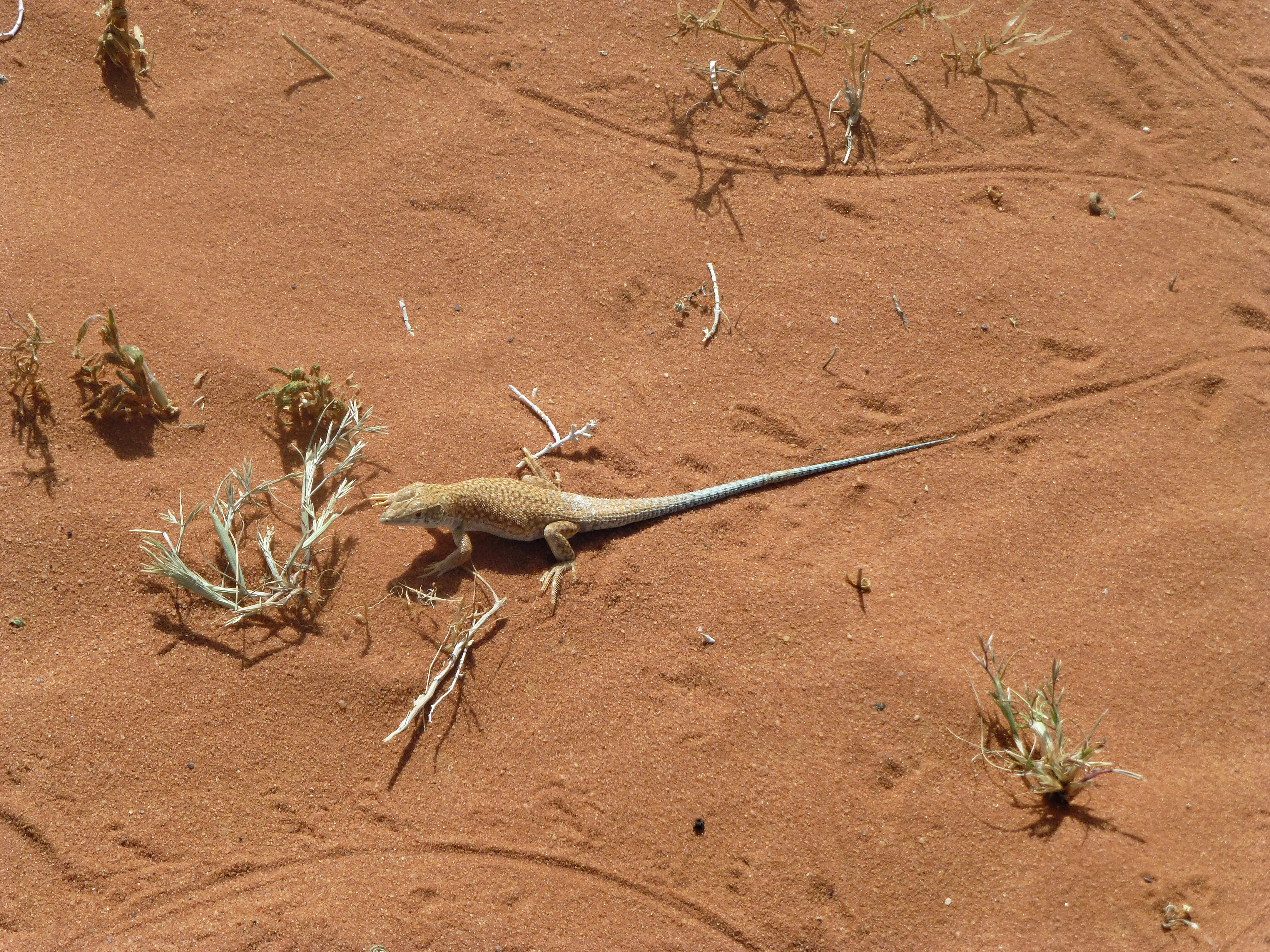
أحد أنواع السحالي في وادي رم

الأشجار نادرة الوجود في وادي رم باستثناء أشجار الأكاسيا التي تتميز بقممها المسطحة وأغصانها الشوكية المتناثرة، كما تنتشر أعداد قليلة من الشجيرات الخشبية القصيرة عبر الصحراء، توفر هذه النباتات مصدرًا غذائيًا مهمًا للماعز والإبل خاصة في أشهر الصيف عندما تجف جميع النباتات الصحراوية النضرة الأخرى. تنمو في وادي رم أنواع معينة من النباتات تتلائم طبيعتها مع الظروف المناخية القاسية للمناطق الصحراوية مثل شجرات المغيرة (نبات الشَّقِرة، الاسم العلمي: echiochilon fruticosum) والرتم وأشجار الغضى والطَّرْفة (الاسم العلمي:Tamarix aphylla) والبعيثران (الاسم العلمي:Artemisia).
كما تعد صحراء وادي رم موئلًا لمجموعة مدهشة من الطيور الصغيرة، أكثرها شيوعًا هو القبرة الصحراوية، وهناك أنواع أكثر تميزًا مثل طيور الأبلق الحزين الأبيض والأسود والأبلق أبيض الذيل والتي أخذت اسمها من نمط ألوانها المذهل، هناك فرصة أيضًا لمشاهدة طائر سنونو الصخر وهو يحلق على طول المنحدرات خلال أشهر الصيف، بالإضافة إلى مجموعات من طيور الزرزور الأسود التي تُظهر ومضات أجنحتها البرتقالية أثناء التحليق. في أوائل فصل الربيع والخريف يصبح وادي رم طريقًا مهمًا للطيور المهاجرة بين إفريقيا وأوروبا الشرقية خاصةً للطيور الجارحة مثل حوَّام السهول وحوام النحل الأوربي وعقاب السهوب، ومن الممكن رؤية المئات من هذه الطيور في يوم واحد.

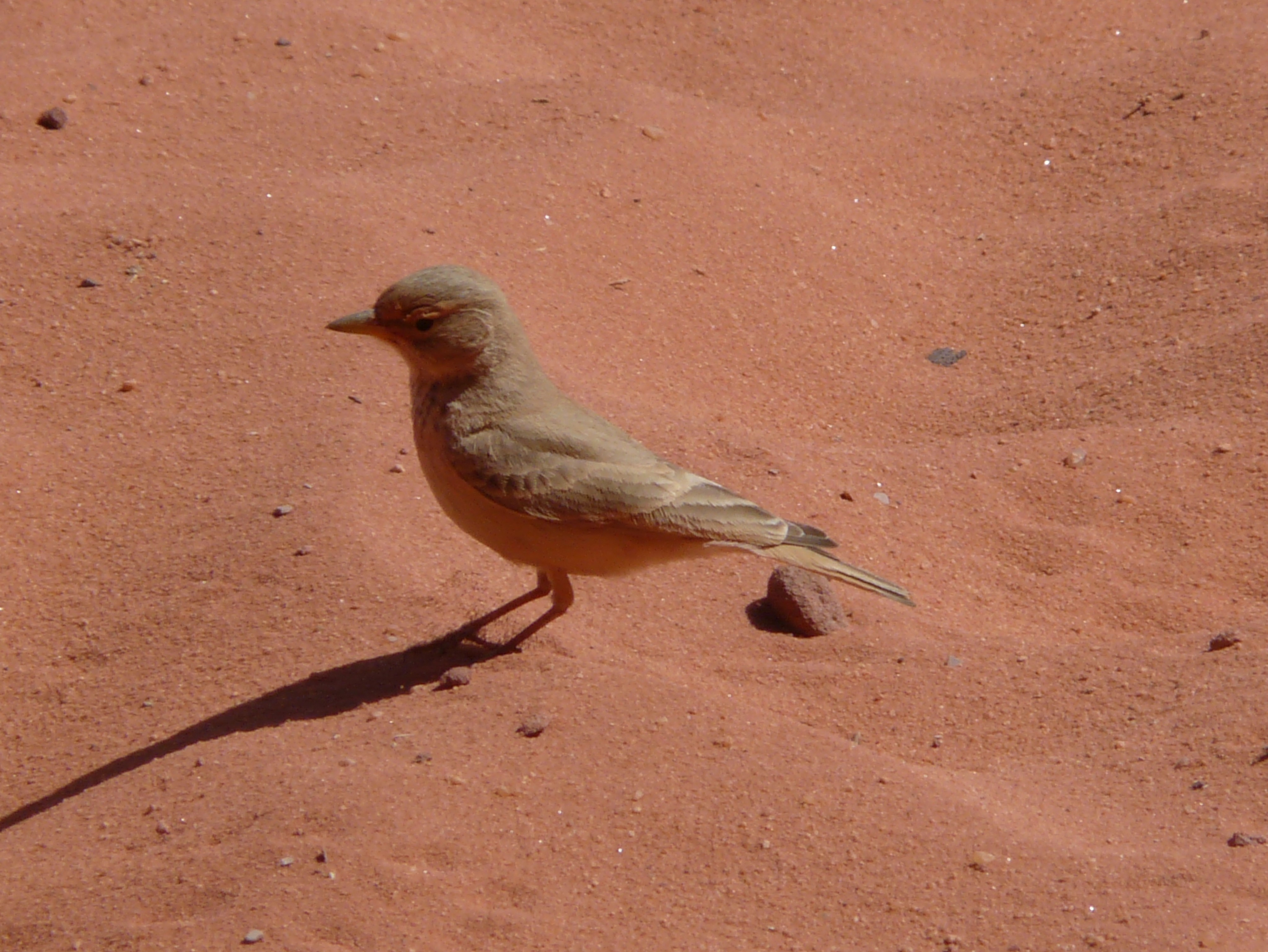
طائر القبرة الصحرواية

تنتشر الزواحف في وادي رم ولكن ليس بأعداد كبيرة. توجد عشرة أنواع من الأفاعي منها نوعان من الأفاعي السامة للغاية وهما: أفعى المقرنة (الاسم العلمي:Cerastes cerastes) وأفعى الحراشف المنشارية (الاسم العلمي:Echis coloratus)، تتحرك أفعى المقرنة بشكل جانبي وتترك أثرًا في الرمال على شكل حرف S، ويعتبر التعرض للدغات هذه الأفاعي أمرًا نادر الحدوث للغاية، والغالبية العظمى من السياح لا يرونهم أبدًا، الزواحف التي يمكن رؤيتها في وادي رم هي السحالي وخاصة الوزغ والعضرفوط. يعتبر العضرفوط الأزرق كبير الحجم نسبيًا وقد يصل ارتفاعه إلى 35 سم ويمكن رؤيته متشمسًا على الصخور أو مختبئ في الشقوق. في فترة التزواج يتحول رأسه والقسم العلوي من جسده إلى اللون الأزرق وهو ما أعطاه اسمه.
تنتشر أيضًا الثدييات الصغيرة ذات الفراء في وادي رم، وخاصة حيوان الجربوع الشبيه بالفأر، يمتلك الجربوع أرجل خلفية طويلة وينشط فقط في الليل ولا يحصل سوى عدد قليل من الزوار على فرصة لرؤيته. ومع ذلك، من السهل اكتشاف جحره لأن هذه الحيوان يشكل مسارات مميزة عبر الرمال أثناء حفره لجحره.
يذكر أنه في عام 2009؛ أطلقت دولة الإمارات العربية المتحدة وبالتعاون مع سلطة منطقة العقبة الاقتصادية الخاصة والجمعية العلمية الملكية 20 رأسًا من المهاة العربية في محمية وادي رم الطبيعية، حيث سيسعى هذا المشروع الذي يمتد لثلاثة أعوام برعاية الشيخ محمد بن زايد آل نهيان لإعادة توطين المها العربي في مناطق انتشاره الطبيعية بالأردن بعد مضي نحو ثمانية عقود على انقراضه من الحياة الطبيعية.

## السياحة والمعالم
بدأ النشاط السياحي في المنطقة في عام 1984، عندما طلب فريق تسلق بريطاني بقيادة «توني هوارد» و«دي تايلور» إذنًا من وزارة السياحة في الأردن لاستكشاف إمكانيات تسلق الجبال في وادي رم وما حوله، نجحت المحاولة بمساعدة من البدو وبدعم من الوزارة، وقام كل من هوارد وتايلور لاحقًا بتأليف كتاب عن هذه المغامرة بعنوان: الرحلات والتسلق في وادي رم، الأردن (Treks and Climbs in Wadi Rum Jordan)، الأمر الذي جعل الحركة السياحية تنشط في المنطقة التي أصبحت لأول مرة في طليعة الوجهات السياحية المرغوبة.

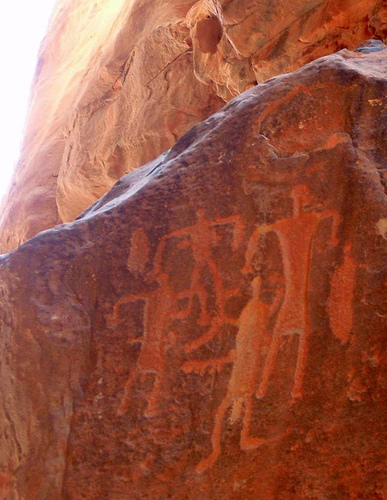
نقوش حجرية في وادي رم

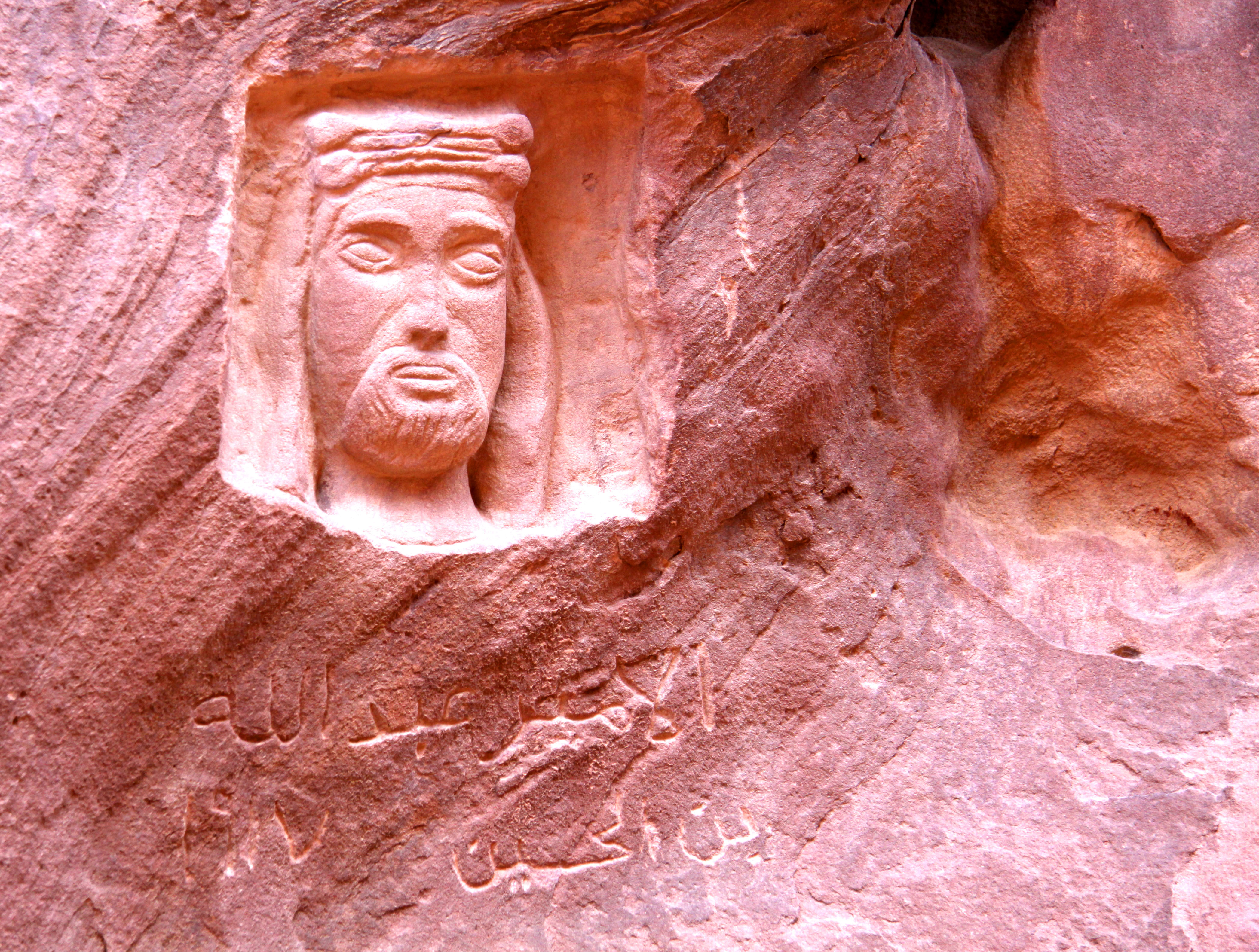
نقش صخري للأمير عبد الله بن الحسين (الملك عبد الله الأول لاحقاً) على أحد الصخور

ومنذ ذلك الحين، تعاون البدو الذين ينتمون لقبيلة الحويطات البارزة في المنطقة لتنظيم السياحة، واستشمروا العائدات في بناء منازل ومدرسة، واشتروا حافلات لربط المنطقة بمدينتي العقبة ووادي موسى، وشهد منتصف التسعينيات ازدهارًا سياحيًا لا يزال نشطًا حتى اليوم. تكثر في منطقة وادي رم المخيمات السياحية التي تحل محل الفنادق كونه محمية طبيعية لا يسمح ببناء فنادق فيها.
بدأ ترويج هذه المنطقة سياحيًا من اواخر الثمانينات بعد أن صور بها فيلم (لورنس العرب) في الستينيات. واليوم أصبحت السياحة هي مصدر دخل العديد من السكان الذين يعملون بها كأدلاء أو غيرها من الأعمال.
وتسوق وزارة السياحة الأردنية وادي رم على أنه جزء من مثلث السياحة الذهبي الذي يشمل وادي رم والبتراء والعقبة.
وتشمل النشاطات السياحية في هذه المنطقة التخييم وجولات سياحية بين الجبال على ظهور الخيل والإبل أو باستخدام سيارات الدفع الرباعي، كما تمارس هناك هواية تسلق الجبال. ويمكن للزائر المبيت في المخيمات التي تقدم وجبات الطعام والخدمات الأخرى.
واعترافًا بالتاريخ الطبيعي والثقافي الفريد لوادي رم والأهمية الحيوية للسياحة في الاقتصاد المحلي، أعلنت الحكومة الأردنية وادي رم منطقة محمية في عام 1998. وبدعم من البنك الدولي، كُلفت الجمعية الملكية لحماية الطبيعة (وهي منظمة غير حكومية وطنية) بإعداد خطة حماية وبناء فريق من السكان المحليين لإدارة المنطقة، يعمل هذا الفريق اليوم تحت إشراف سلطة منطقة العقبة الاقتصادية الخاصة ومهمته هو حماية الموائل الصحراوية في وادي رم والحفاظ على الطبيعة من أي إعتداء أو تلوث.
تستغرق الرحلة من العاصمة عمان إلى وادي رم حوالي 4 ساعات على الطريق الصحراوي أو حوالي 5 ساعات على الطريق الملوكي، أما من العقبة فلا تتجاوز المسافة ساعة واحدة من الزمن.

### المعالم السياحية
أهم المعالم السياحية في وادي رم هي:

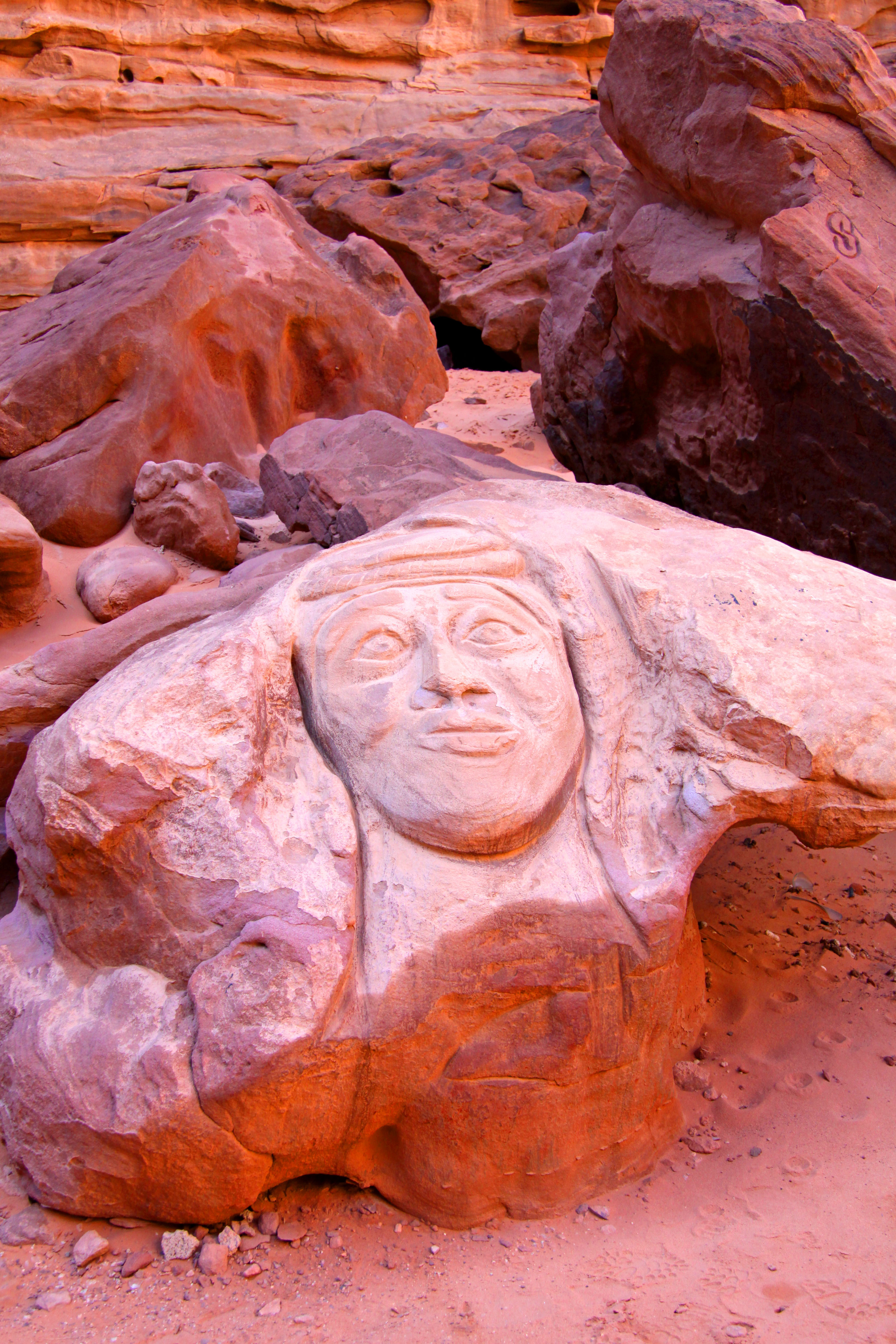
الصخرة التي نقشت عليها صورة لورانس العرب في سيق أم تواقي

- جبل أم الدامي: يقع الجبل بالقرب من حدود الأردن مع المملكة العربية السعودية. هو أطول جبل في الأردن بقمة ارتفاعها حوالي 1854 مترًا. يضم الجبل مرصدا فلكيا (مرصد رم الفلكي).[25]
- جبل رم: يقع في قرية رم، ويبعد عن مركز الزوار حوالي 5 كم، ويبلغ ارتفاعه 1754 متر وهو ثاني أعلى قمة في جبال رم، ويتميز بوجود العديد من النقوش الثمودية والنبطية، وهو أفضل الجبال بالنسبة للمتسلقين.[26]
- وادي الخزعلي: وهو شق عميق ضيق في جانب الجبل، يحتوي على العديد من النقوش الصخرية.
- مواقع غروب الشمس في وادي رم : مواقع تمكن الزوار من الاستمتاع بغروب الشمس في الشتاء والصيف.
- الكثبان الرملية: مساحة كبيرة من الكثبان الرملية تصلح لرياضة الدراجات وسيارات الدفع الرباعي.
- الجسور الصخرية: أقواس صخرية طبيعية يمكن تسلقها والإستمتاع بالمناظر الرائعة.
- وادي بورا: وادي طويل وعميق بين الجبال الرائعة. جميل جدا في الصباح الباكر أو في وقت متأخر من المساء، عندما تحول الشمس الصخور إلى اللون البرتقالي العميق.
- نقوش الماملح: مثال جيد على الرسوم الصخرية القديمة، تظهر الجمال والحياة البرية.
- سيق أم تواقي: واد قصير عثر فيه على نحت في الصخر لرأس لورنس العرب.
- نقوش الأنفاشية: يشتهر هذا الجبل بتشكيلاته ونقوشه . يوجد في أنفاشية العديد من النقوش الثمودية والنبطية، بجانبها رسومات للحيوانات والبشر والإبل.
- المعبد النبطي - أريتاس (الرابع): أستخدم النبطيون هذا المعبد لعبادة الإله (اللات). يذكر أن هذا المعبد بني على أنقاض معبد سابق استخدمه قوم عاد.

## خدمات الزوار

### مركز زوار وادي رم
افتتح مركز زوار وادي رم سنة 2003، وهو مجمع حديث جيد التصميم ويمثل المدخل الرئيس لاستقبال الزوار إلى محمية وادي رم، يتعين على جميع الزوار الذين يصلون إلى المنطقة المحمية الدخول إلى مركز الزوار. يضم المركز كل ما يلزم من تسهيلات لاستقبال الزوار بما في ذلك مواقف السيارات ومركز الترجمة الفورية، وغرفة اجتماعات، وغرفة للصوتيات والمرئيات، ومكاتب المنطقة المحمية والإدارة بالإضافة إلى مبنى سكن الموظفين ويتم تحصيل رسوم الدخول إلى المنطقة المحمية عند البوابات، لذلك يتعين على جميع الزوار الاتصال قبل متابعة خط سير الرحلة. يحتاج الزوار الذين يستقلون سيارات الدفع الرباعي الخاصة أيضًا إلى التسجيل في المركز.

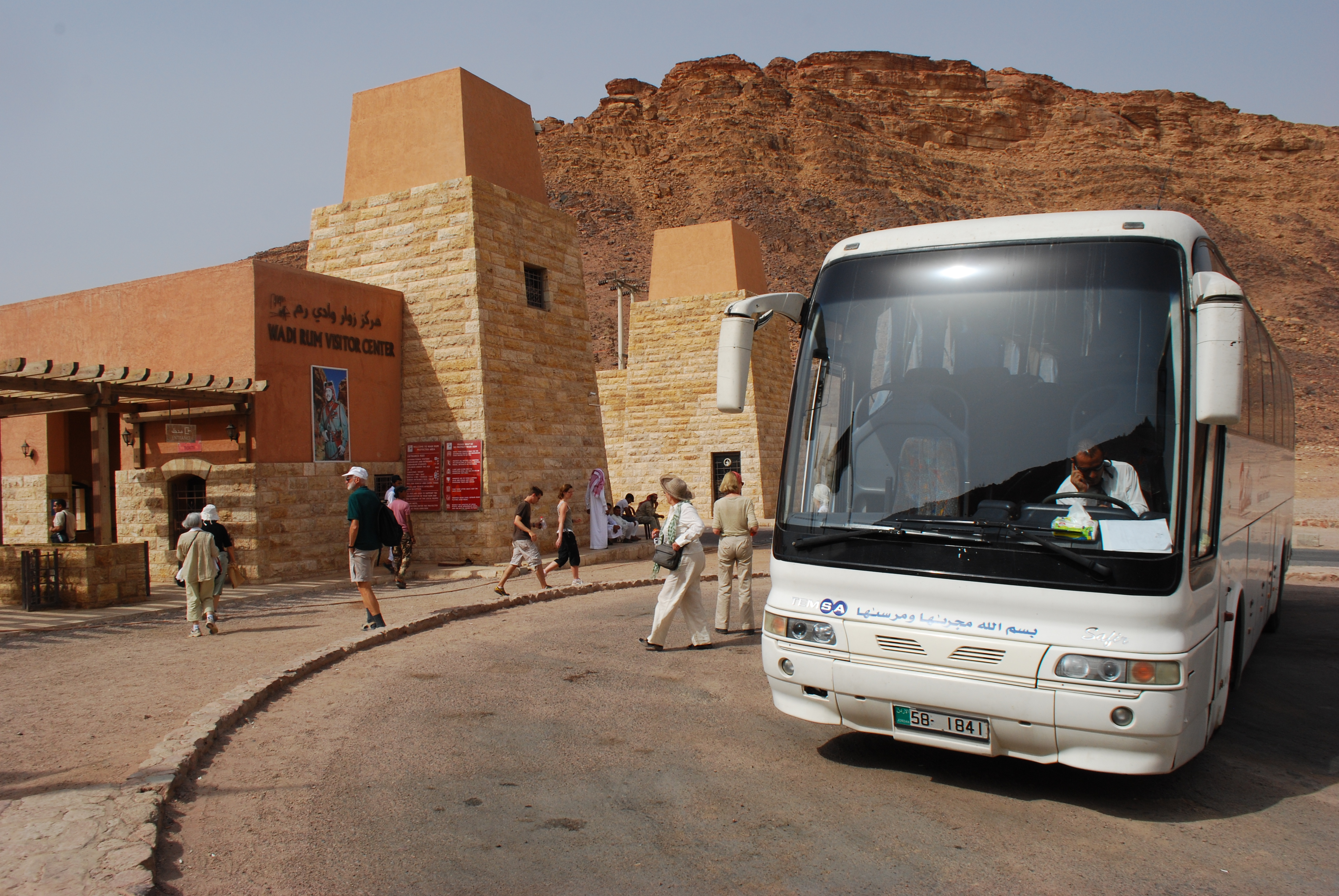
مركز الزوار في وادي رم

### اللوحات الإرشادية
جميع نقاط الوصول إلى وادي رم عن طريق البر مزودة باللوحات الإرشادية واللافتات التي توفر الإرشادات اللازمة للاتجاهات والمسافات إلى الزائرين الذين يصلون إلى وادي رم سواءً كانوا قادمين من العاصمة عمان أم مدينة العقبة.

### المبيت والمخيمات
في وادي رم مجموعة كبيرة ومتنوعة من المخيمات المتنقلة أو شبه الدائمة التي توفر كل وسائل الراحة والخصوصية للسياح. لعل أشهر هذه المخيمات هو المخيم المكون من 20 قبة جيوديسية الذي بُني بالقرب من مكان تصوير فيلم The Martian الذي صدر العام 2015. يحاكي هذا المخيم تلك المقرر إنشاؤها على سطح الكوكب الأحمر، ويمكن للزوار الحصول على تجربة مشابهة للحياة على المريخ داخل المخيم وخوض تجربة تحاكي زيارة المريخ.

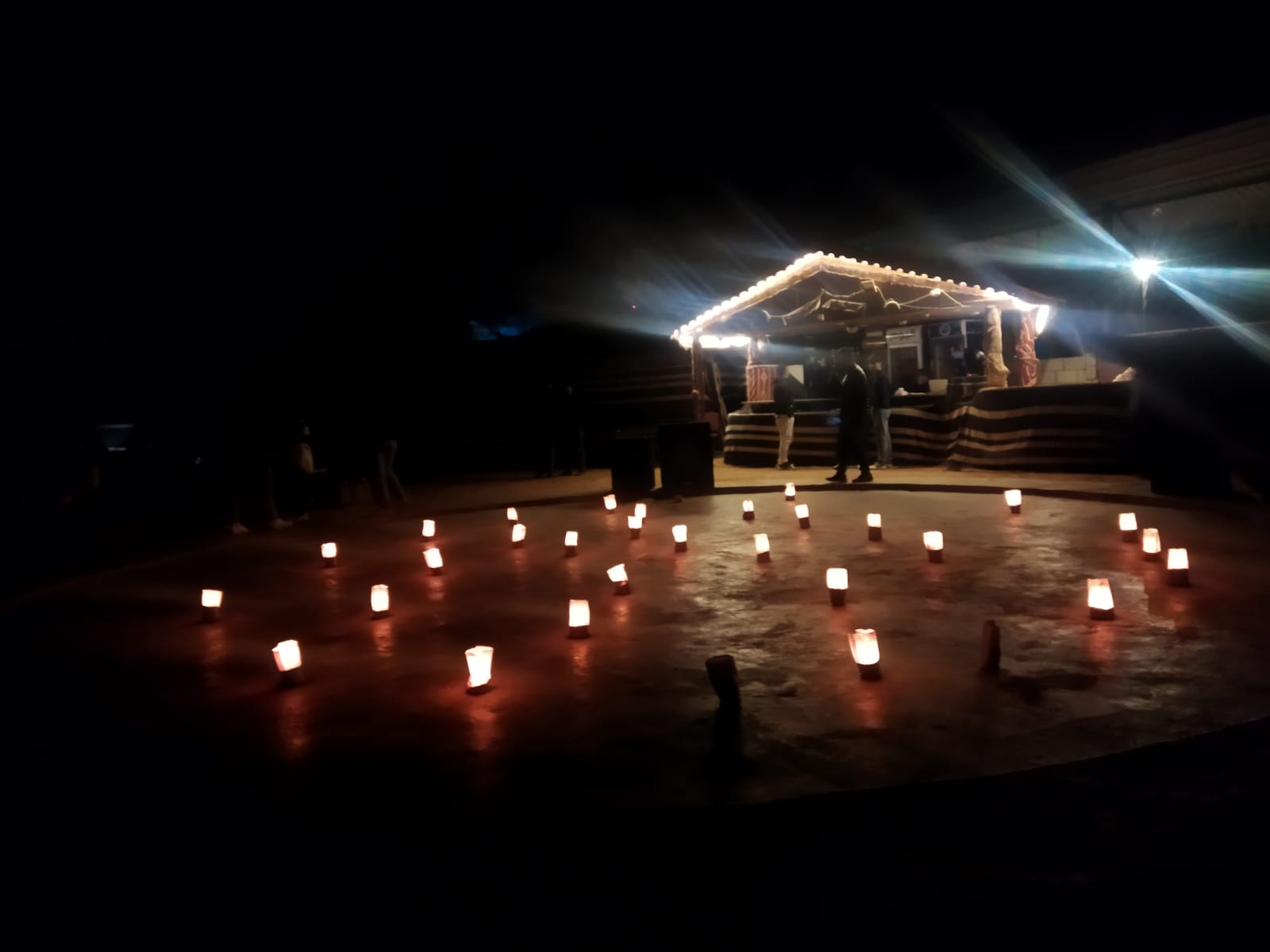
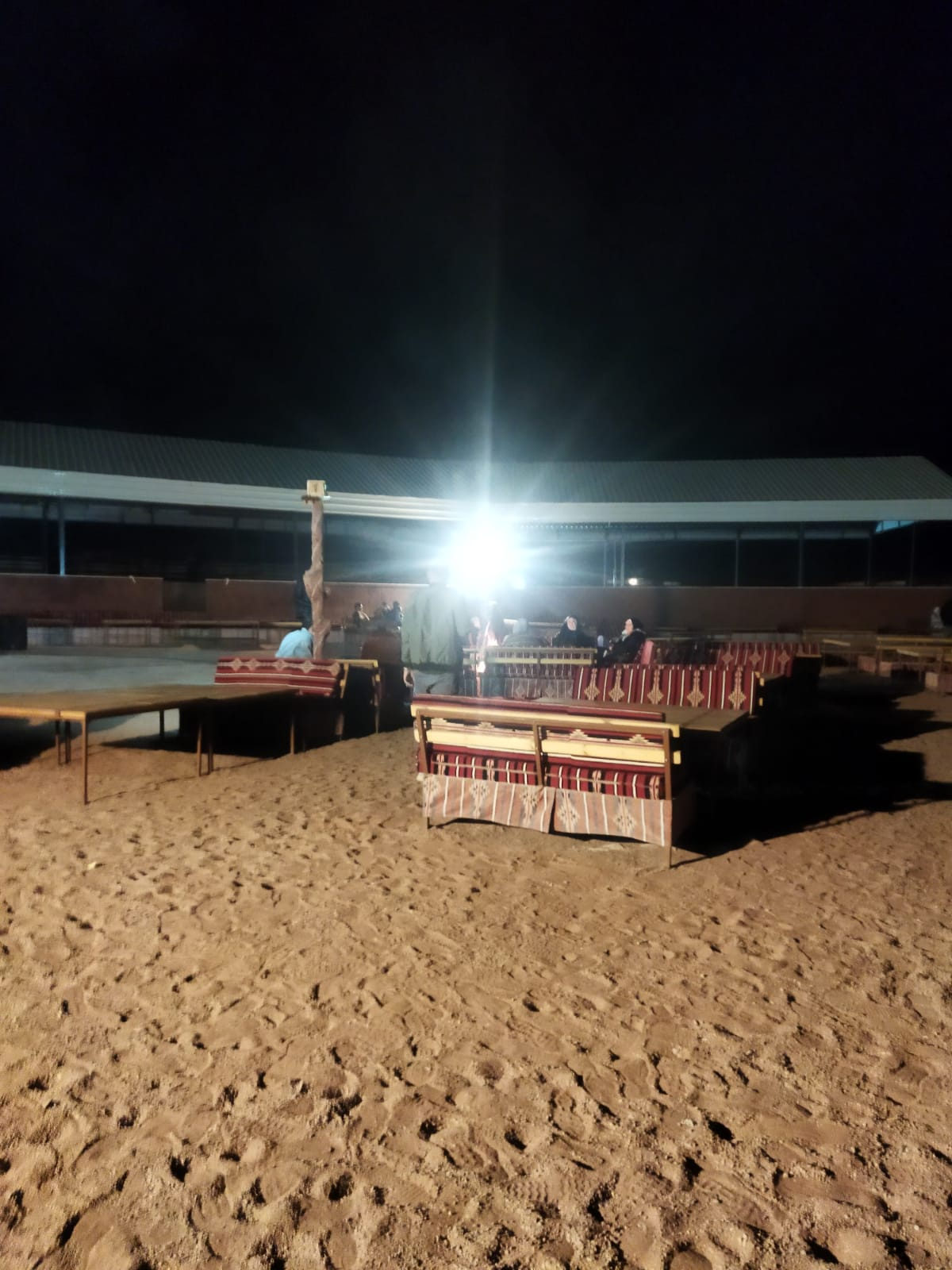
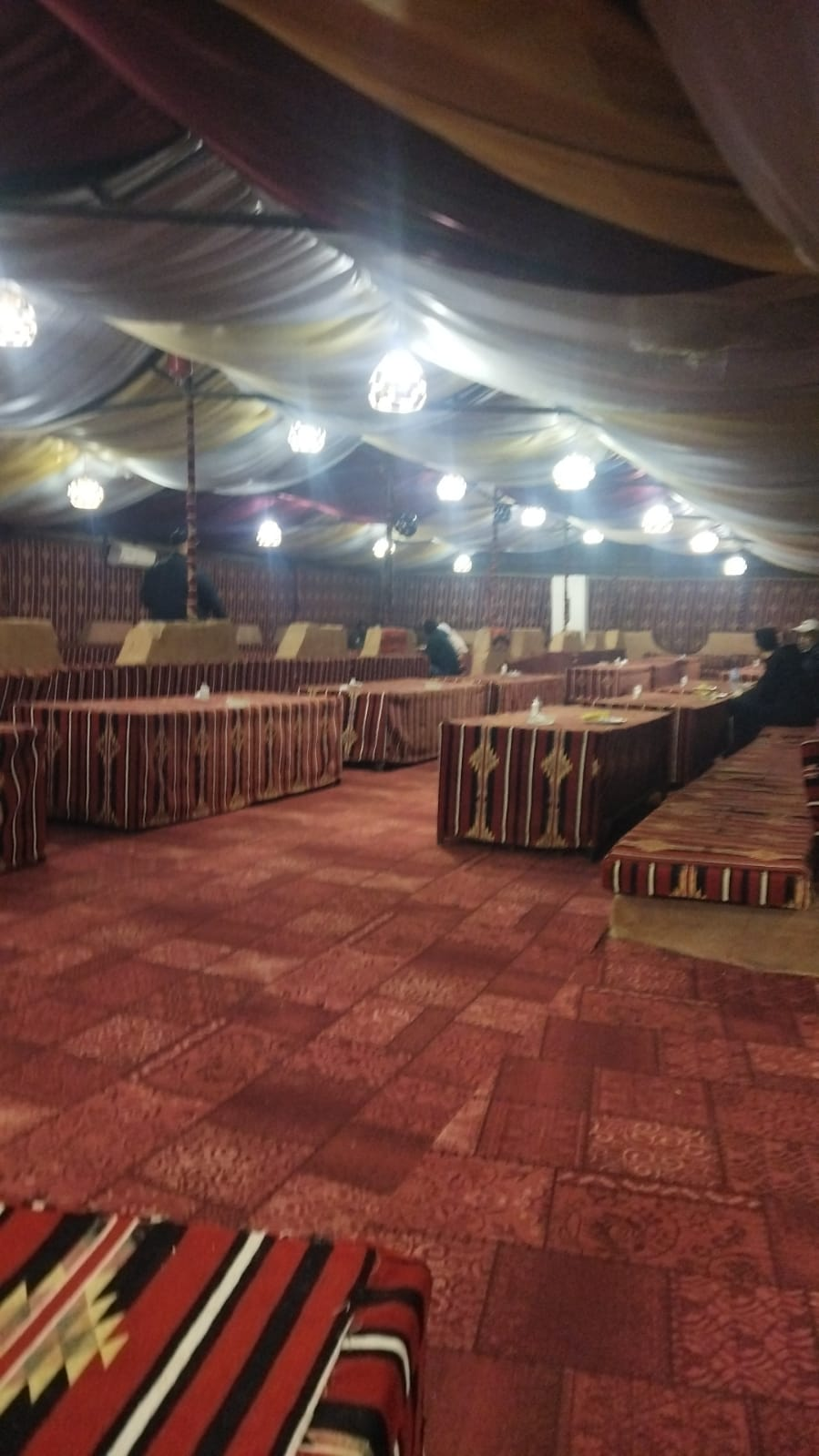

## النشاطات

### تسلق الجبال

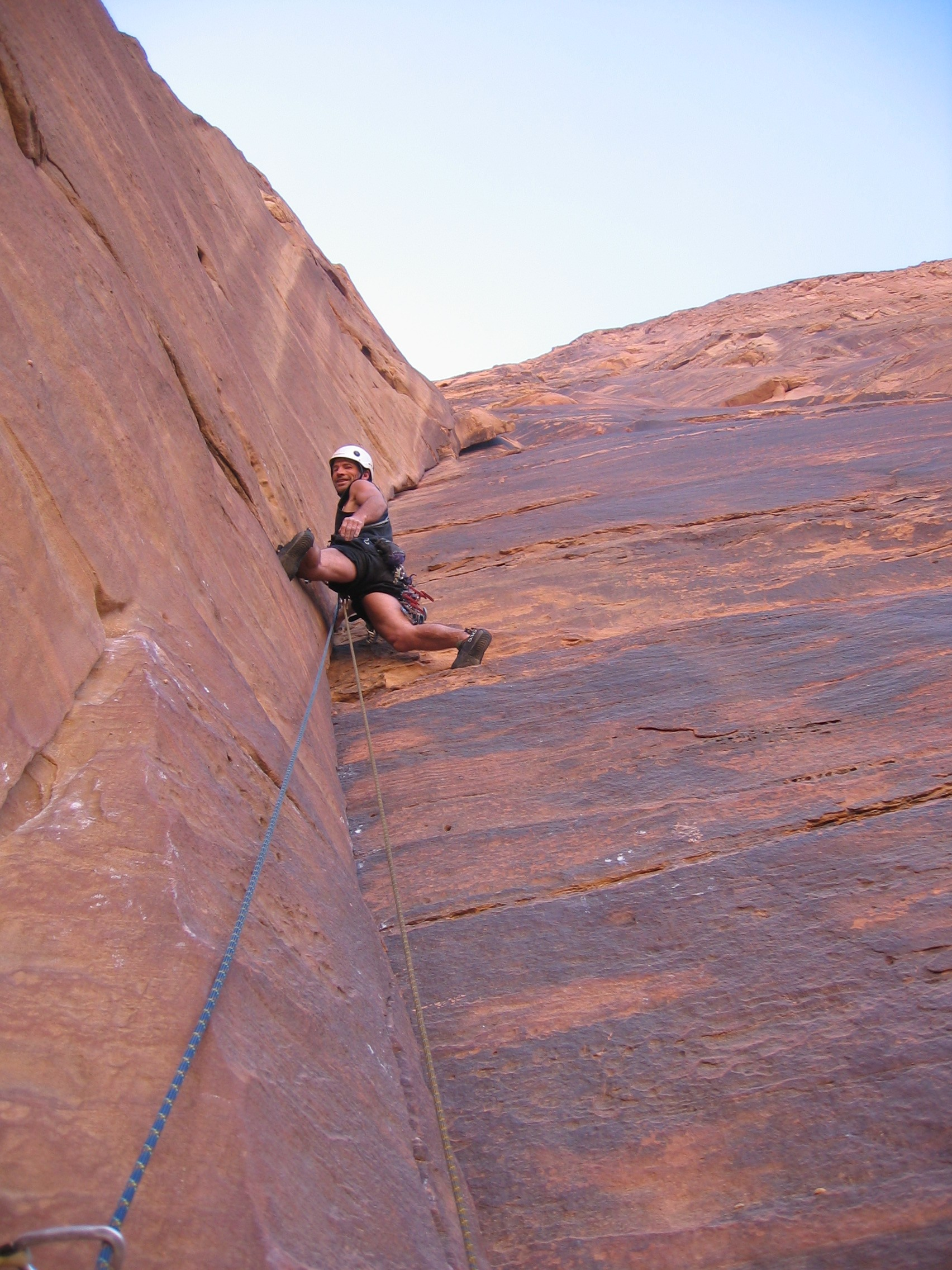
رياضة تسلق الجبال في وادي رم

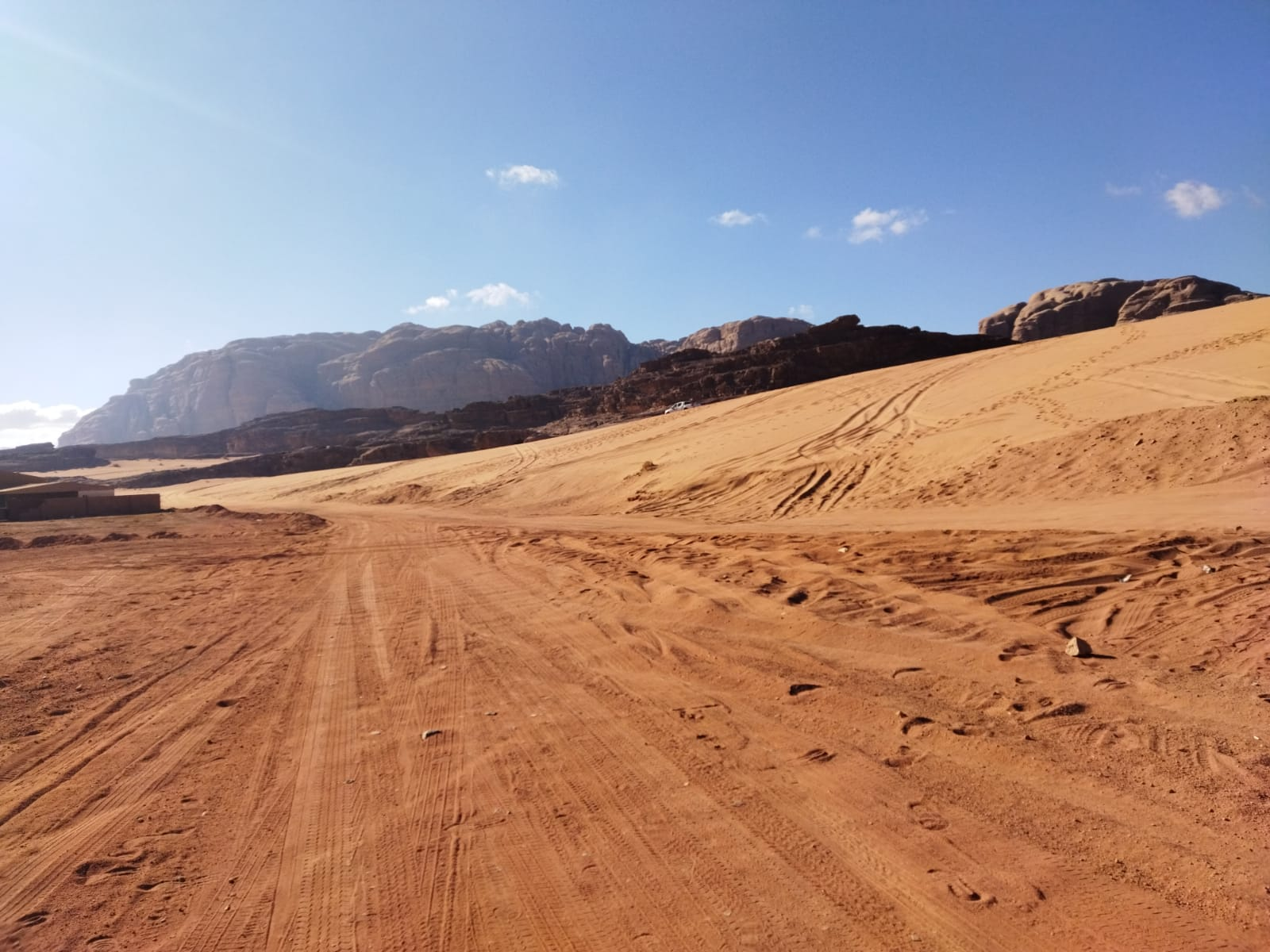

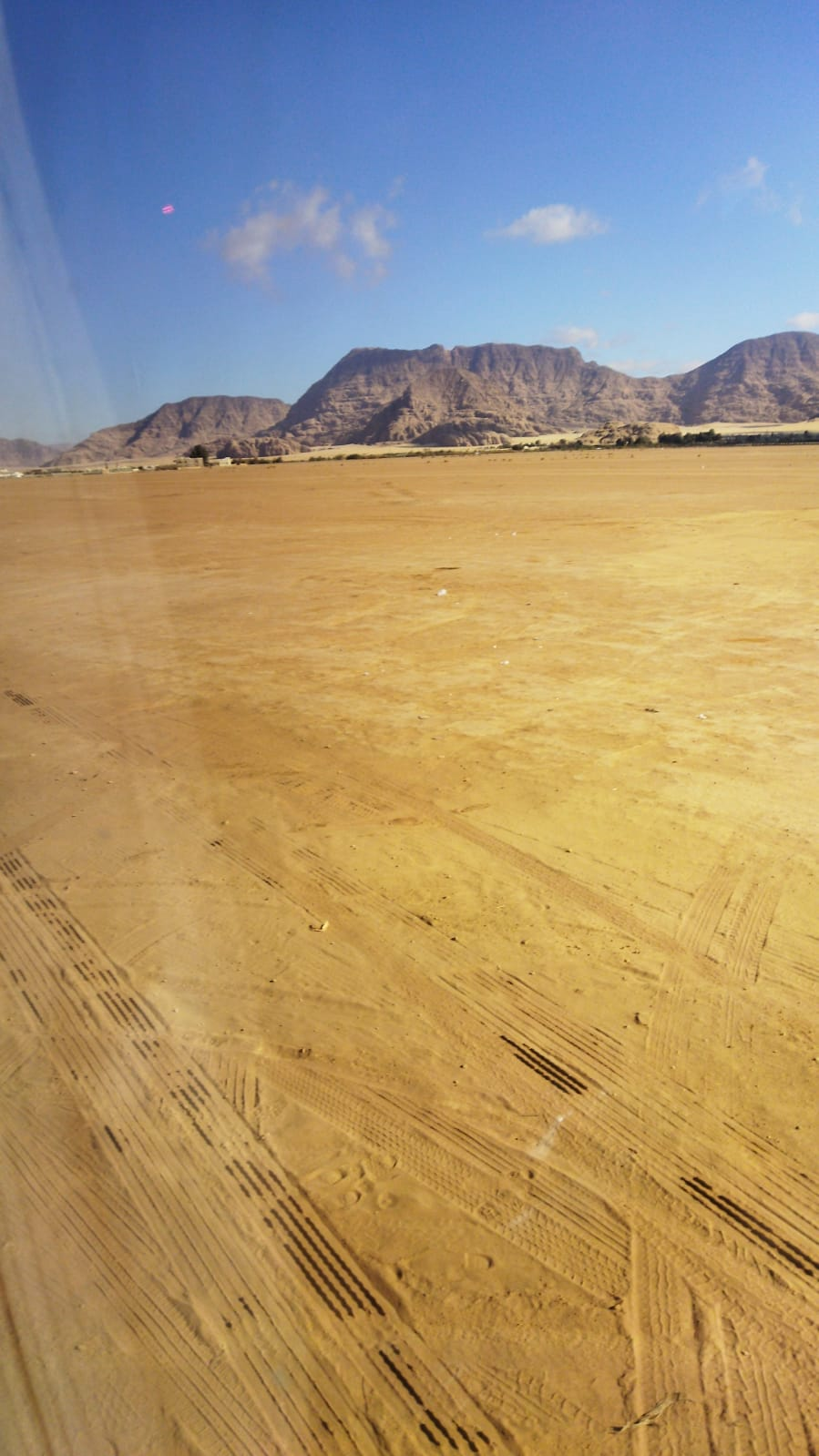

يتسلق البدو المحليون جبال وادي رم ذات الحجر الرملي منذ أجيال عديدة. أعاد المتسلقون في العصر الحديث اكتشاف العديد من طرق التسلق وتوثيقها وتم تضمين العديد منها في مؤلفات مثل كتاب (الرحلات والتسلق في وادي رم) من تأليف توني هوارد الذي نشر عام 1987، بالإضافة إلى كتب منشورة على الإنترنت من تأليف لين وجيل رابينيو.
يعتبر تسلق الجبال من أشهر الرياضات في وادي رم وتشكل جبال الوادي شاهقة الإرتفاع تحديًا لعشاق هذا النوع من الرياضات، يحتاج المغامرون إلى أن يكونوا على دراية تامة باللوائح والتعليمات الخاصة بهذه النوع من النشاطات نظرًا لخطورتها على غير المتمرسين فالتسلق غير مسموح به في كل منطقة من منطقة وادي رم. كما أن خدمات الطوارئ محدودة للغاية. هناك إرشادات حول أفضل الممارسات وإجراءات الطوارئ للمتسلقين وغيرهم من الباحثين عن المغامرة ويمكن الحصول عليها من مركز الزوار.
أما أشهر مسارات التسلق فهي: أعلى الجهة الشرقية من  جبل رم، والجهة الغربية من منطقة ام عجل، وأبراج أبو عيينه (عين لُورَنْس) وسِيْق بردا والجهة الشرقية من سِيْق بردا ووادي سويبط.

### مشاهدة سباق الهجن
يقام سباق الهجن وهو حدث سنوي على مضمار الشيخ زايد لسباق الهجن الذي افتتح سنة 2008. ويتضمن موقع السباق مضمار للهجن بطول 4 كم ومبنى مساحته 500 متر مربع ومنصة رئيسية ومدرج يتسع لما يقارب 1000 شخص، ويلقى هذا السباق اهتمامًا بالغًا من المسؤولين والمهتمين بمثل هذا النوع من السباقات باعتبار أنه يحافظ على التراث وتقاليد الآباء والأجداد.

### ركوب المنطاد

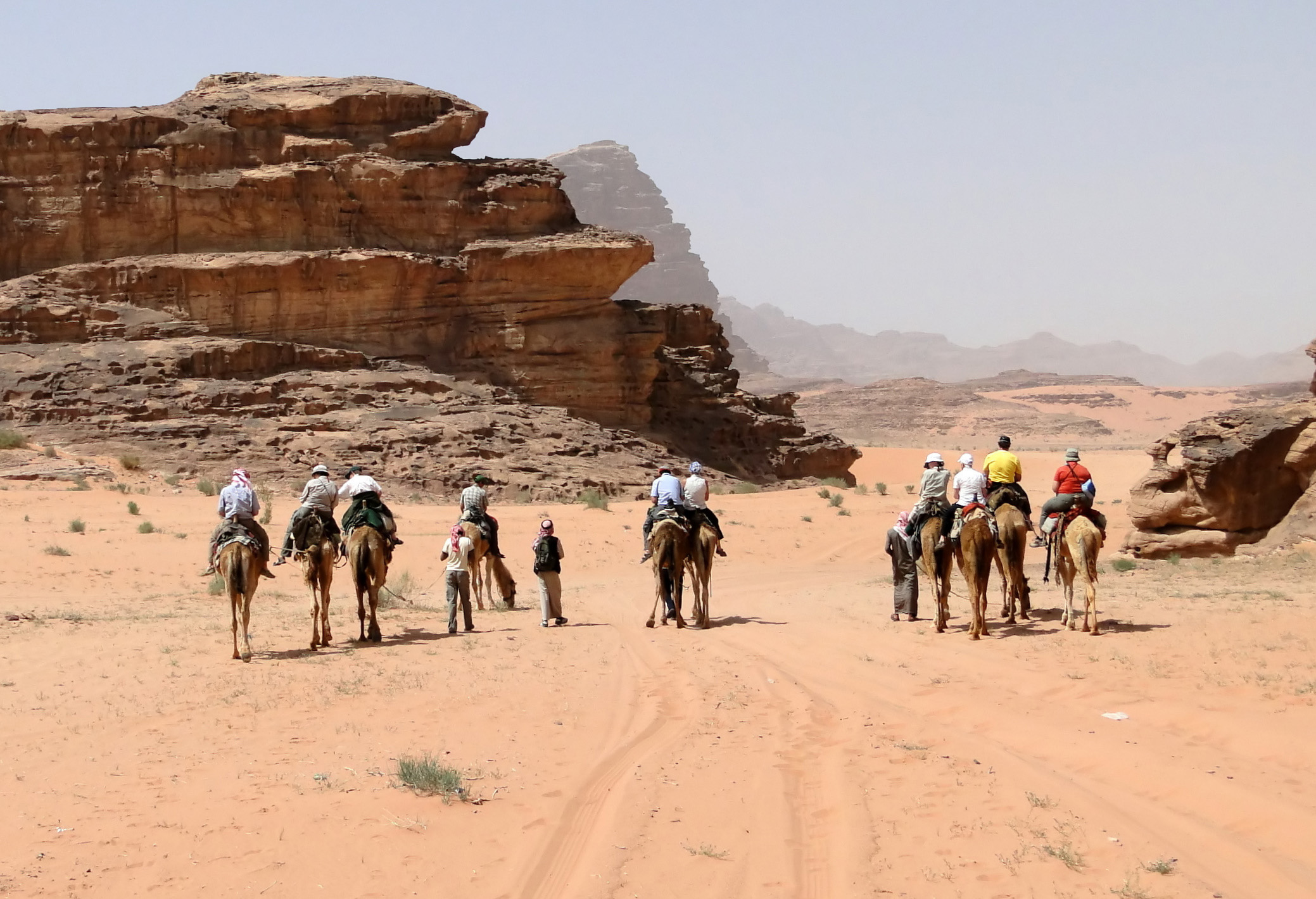
جولات سياحية على ظهر الجمال

يتوفر في وادي رم ركوب المنطاد حيث يمكن للسياح الإستمتاع بجَمال الوادي من ارتفاع 2000 قدم فوق سطح الأرض. تبدأ الرحلة من منطقة الديسي في وادي رم الساعة السادسة صباحًا وتبلغ مدتها من ساعة إلى ساعتين، ويرافق السياح دليل سياحي يقود المنطاد فوق طرقٍ لا يسلكها البشر.

### مغامرات رم سكاي
يتيح هذا المشروع للزائر فرصة الاستمتاع بمشهدِ النجوم في سماء وادي رم، ويتضمن النشاط 3 مراحل: تعريف موجز عن علم الفلك والنظر من خلال أكبر تلسكوب في الأردن (مرصد رم الفلكي على جبل أم الدامي) وعرض لتأمل النجوم بالعين المجردة بمساعدة الليزر، وكافة النشاطات بقيادة مختصين بعلم الفلك.

### رياضة الطائرات فائقة الخفة
وهي طائرة خفيفة مفتوحة متعددة الاستخدامات يحلق السياح فيها فوق التشكيلات الصخرية في وادي رم برفقة طيار متمرس.

### جولات مركبات الدفع الرباعي

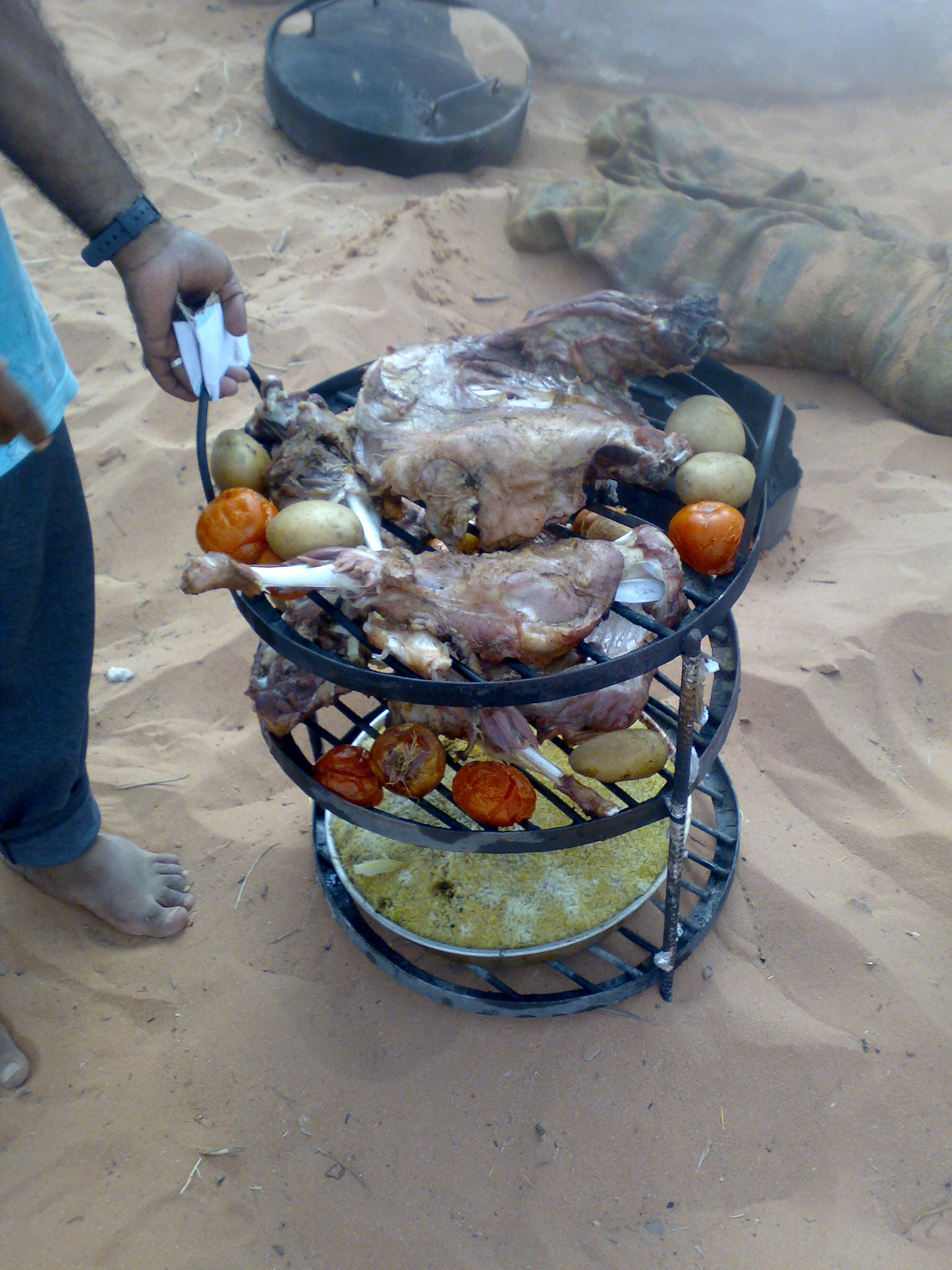
الزرب البدوي التقليدي

تبدأ الجولة بركوب سيارة دفع رباعي للانطلاق بجولة في الصحراء لمدة ساعتين بمرافقة المرشد السياحي لاستكشاف الصحراء الأردنية والتعرف المزيد عن حياة المجتمعات البدوية المحلية وتتبع طرق الكرفانات القديمة للتجار، وبفرصة للقاء سكان الأصليين من البدو ورؤية الجِمال عن قرب واكتشاف آثار المستوطنات التي تعود إلى ما قبل التاريخ.

### جولات الخيول والجمال
يمكن للسياح الأختيار ما بين جولة على ظهر الخيول لعبور الشقوق الجبلية والأماكن الوعرة أو ركوب الجمال لعبور الصحراء والاستمتاع بمنظر الجبال الشاهقة والكثبان الرملية الذهبية. تجرى هذه الرحلات ضمن مجموعات يقودها دليل سياحي. بعض هذه الرحلات بحاجة إلى حجز مسبق.

### تجربة أطباق الطعام البدوية
يشتهر وادي رم بوجبات الطعام المطبوخة في الزرب البدوي التقليدي أو في فرن تحت الأرض. يستخدم الزرب في الأصل لطهي ماعز أو دجاج أو لحم خروف كامل ، ويوفر طريقة طهي بطيئة تحافظ على نكهات اللحم وينتج طبقًا هشًا من الخارج وطريًا من الداخل. غالبًا ما يطبخ البدو البطاطس والخضروات الأخرى في الفرن أيضًا.

## وادي رم في الأدب والتراث
ذكرت صحراء حسمى كثيرًا في التاريخ والأدب العربي، يقع وادي رم ضمن حدود هذه الصحراء التي تمتد من الشمال من جبال الشراة في الأردن حتى الجنوب إلى حرة الرحا في السعودية.

### في التاريخ الإسلامي
عن عبد الله بن عمرو قال: ليخرجنكم الروم من الشام كفرا كفرا حتى يوردوكم حسما جذام حتى يجعلوكم في طسوت من الأرض.

### في الشعر
يقول عنترة :
ويقول النابغة الذبياني:
ويقول جميل بن معمر:
أما المتنبي، فارتحل من مصر إلى الكوفة، ومر بصحراء حِسمى وقال قصيدة يصف فيها رحلته، يقول المتنبي عن صحراء حِسمى :

## في السينما
صورت العديد من الأفلام في وادي رم واستخدمت المنطقة كخلفية في عدد آخر. جذبت المنطقة صانعي الأفلام إليها خاصة أفلام الخيال العلمي التي تدور أحداثها على كوكب المريخ بسبب التشابه الشديد بين تضاريس وادي رم وكوكب المريخ. أما أشهر الأفلام التي صورت بشكل كامل أو صورت مشاهد منها في وادي رم فهي:
- لورنس العرب: عرض سنة 1962، وهو من إخراج البريطاني ديفيد لين الذي صور العديد من مشاهد الفيلم في وادي رم.[42]
- فيلم الخيال الأمريكي المريخي عُرض سنة 2015، من إخراج ريدلي سكوت وصورت بعض مشاهده في وادي رم. يقول الممثل مات ديمون عن مشاركته في الفيلم وعن المشاهد التي صورت في وادي رم:[43] «كنت في حالة من الرهبة من ذلك المكان. لقد كان حقًا مميزًا وهو أحد أكثر الأماكن روعة وجمالاً التي رأيتها على الإطلاق، ولا يشبه أي شيء رأيته في أي مكان آخر على وجه الأرض».
- الكوكب الأحمر (Red Planet)، عُرض سنة 2000، صورت مشاهد هذا الفيلم في وادي رم بسبب الشبه الكبير بينه تضاريس وادي رم وكوكب المريخ.
- مهمة إلى المريخ، تدور أحداث الفيلم حول مهمة إنقاذ لاستعادة أي ناجين من أول مهمة مأهولة على المريخ.
- أيام الماعز، وهو فيلم دراما هندي مقتبس عن رواية تحمل نفس الاسم، صور جزء من المشهد الذي يظهر الصحراء في الفيلم في وادي رم.[44]
- حرب النجوم الجزء التاسع: صعود مشاة السماء، صورت مشاهد الصحراء باسانا التي ظهرت في الفيلم في وادي رم.[45]

في عام 2017 كرمت نقابة مديري المواقع الهيئة الملكية الأردنية للأفلام من خلال جائزة LMGI لأفضل هيئة للأفلام عن فيلم روج ون: قصة من حرب النجوم الذي تم تصويره في وادي رم. كانت الهيئة الملكية الأردنية للأفلام ترشحت سابقًا مع فيلم المريخي «The Martian»

## معرض الصور

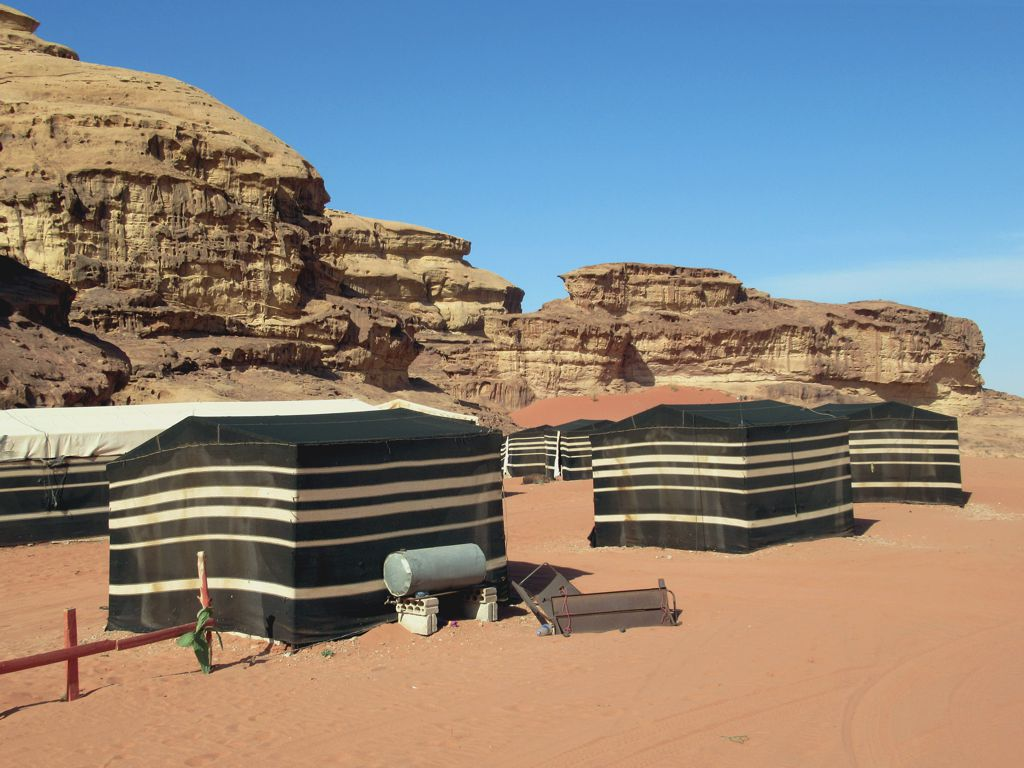
الخيام البدوية المصنوعة من شعر الماعز
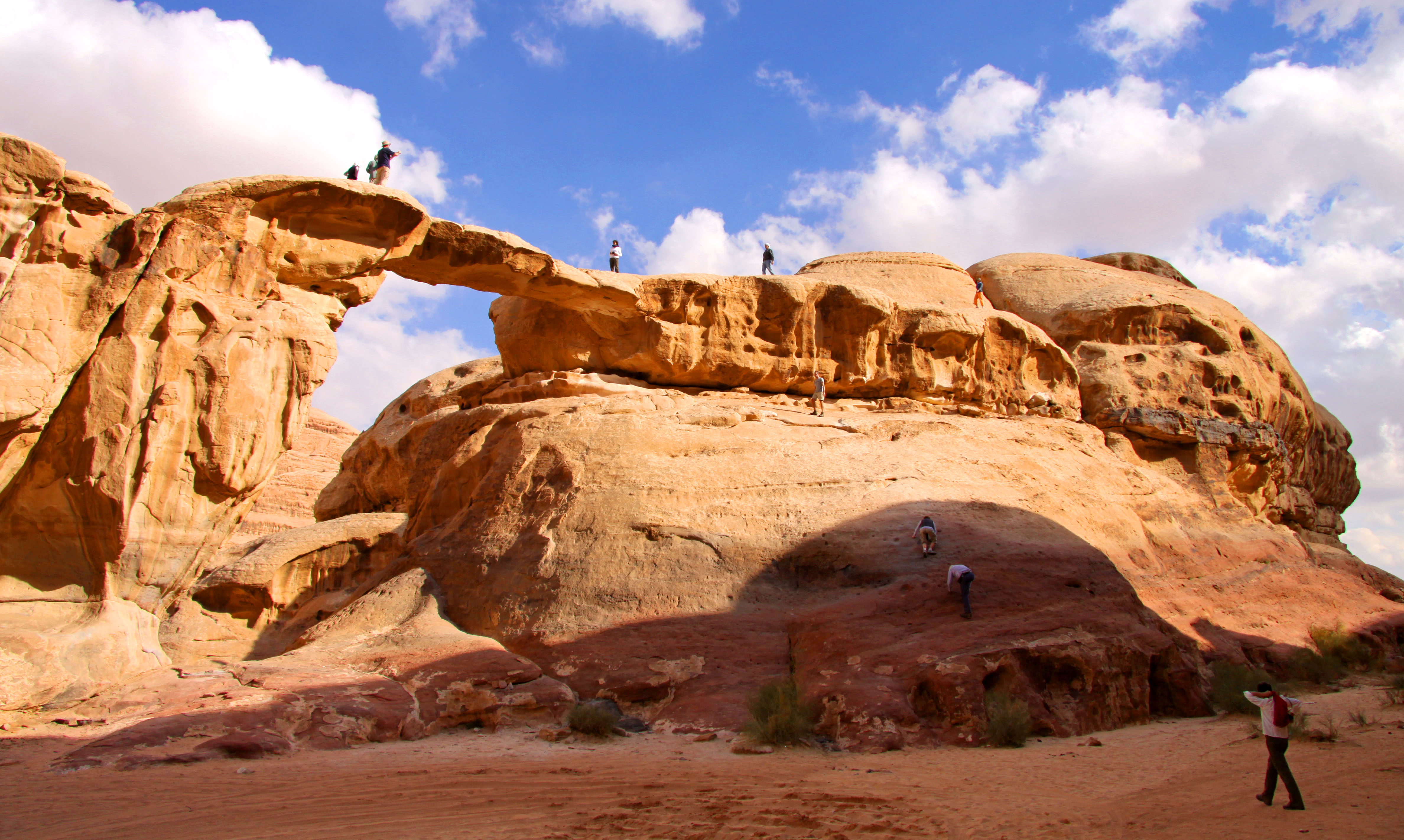
جسر صخري في وادي رم
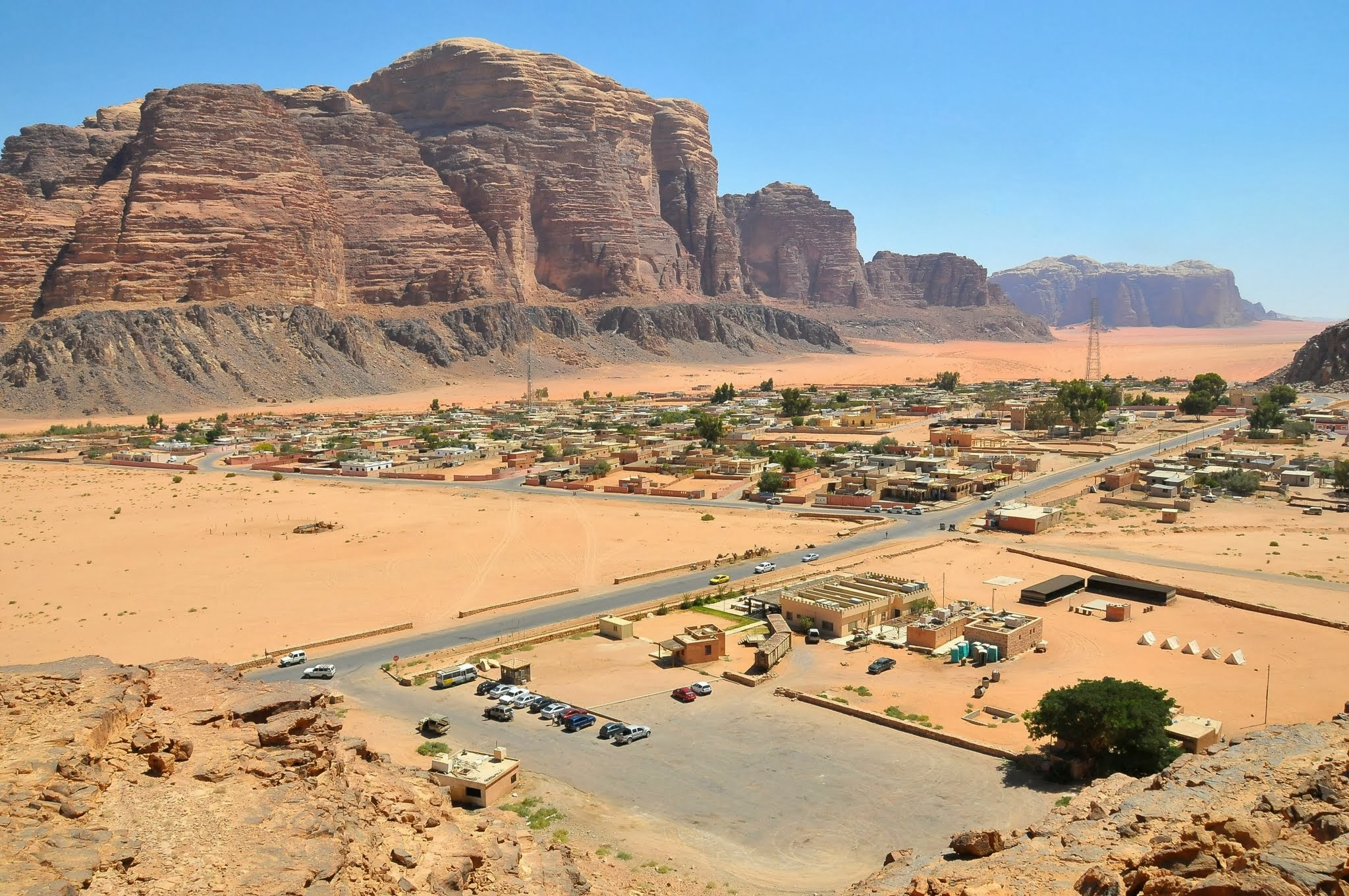
قرية وادي رم
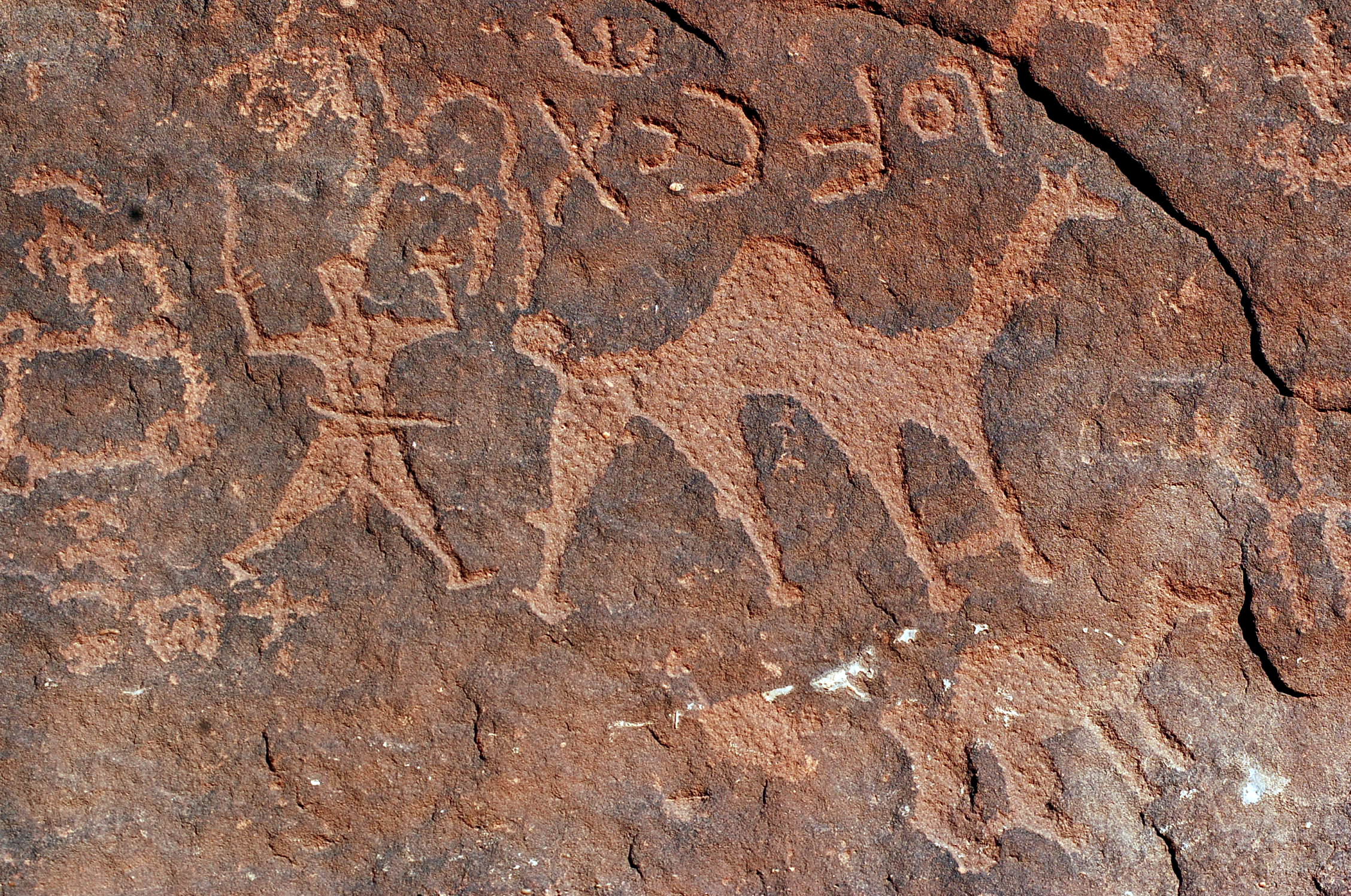
نقوش أثرية على إحدى الصخور
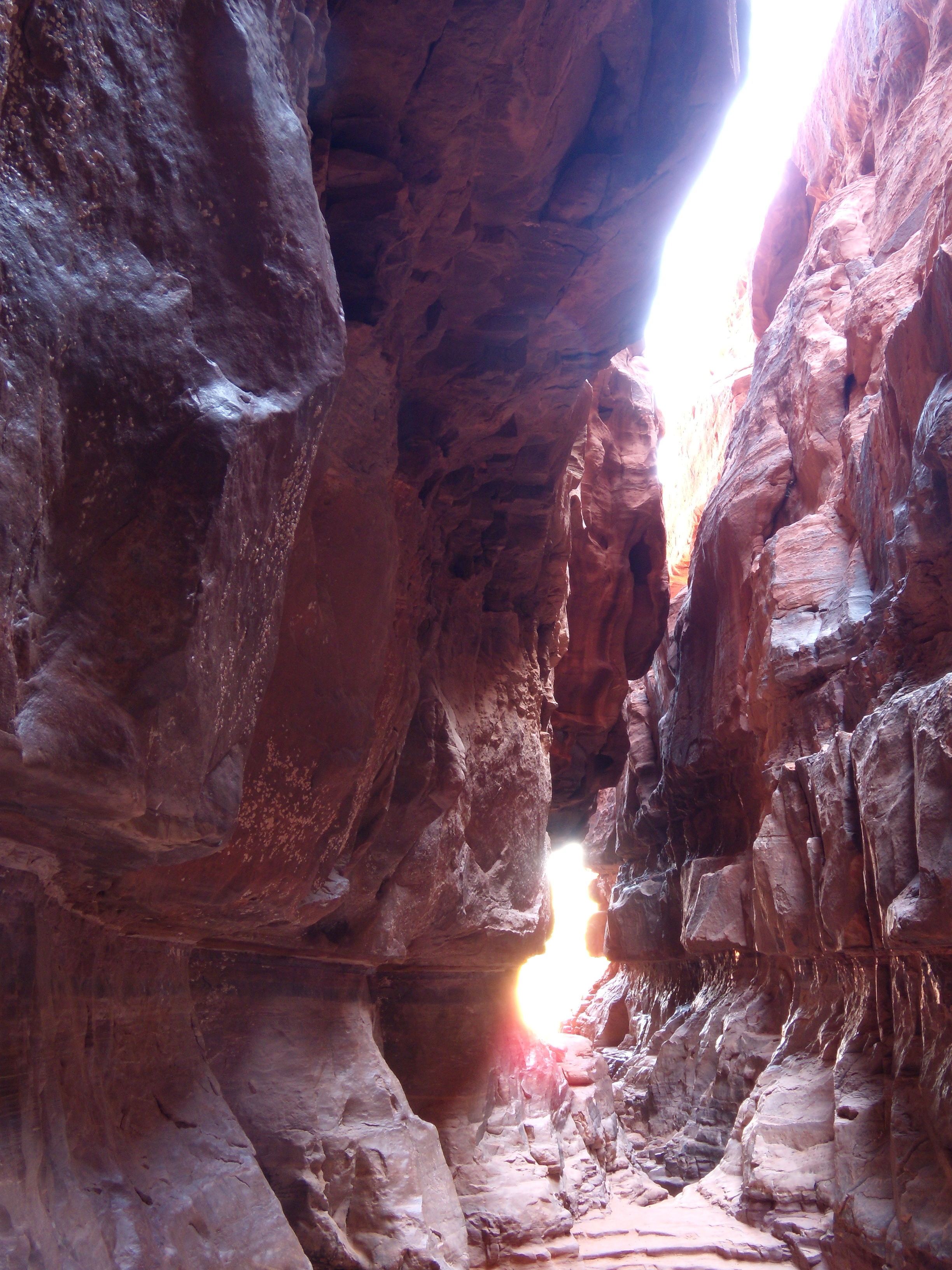
شق وادي الخزعلي
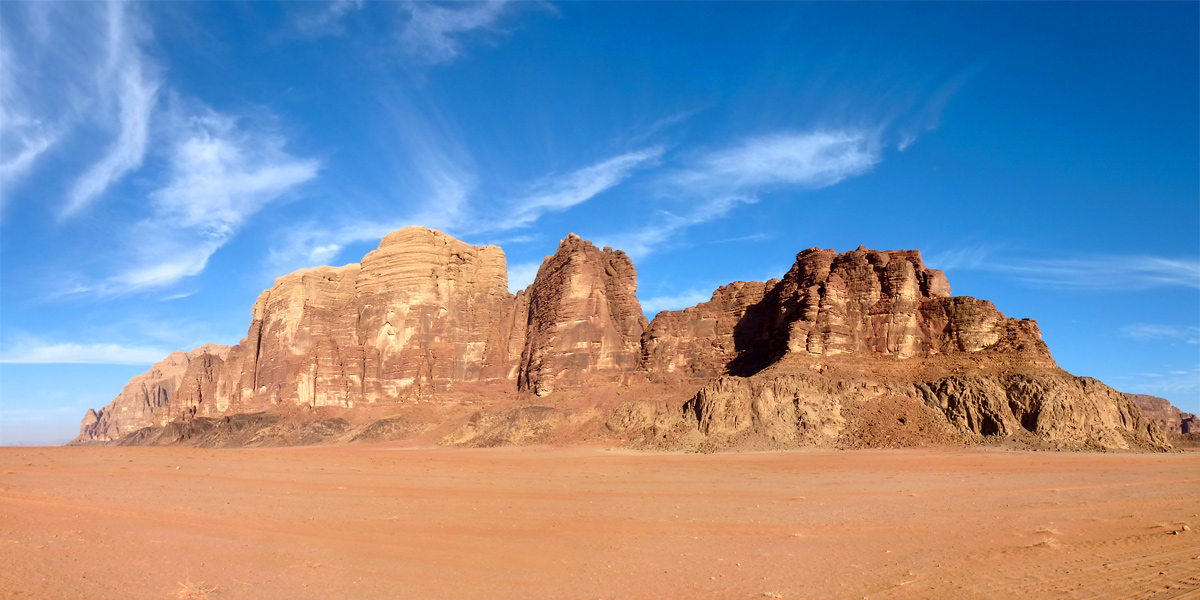
التكوينات الجيولوجية في الوادي
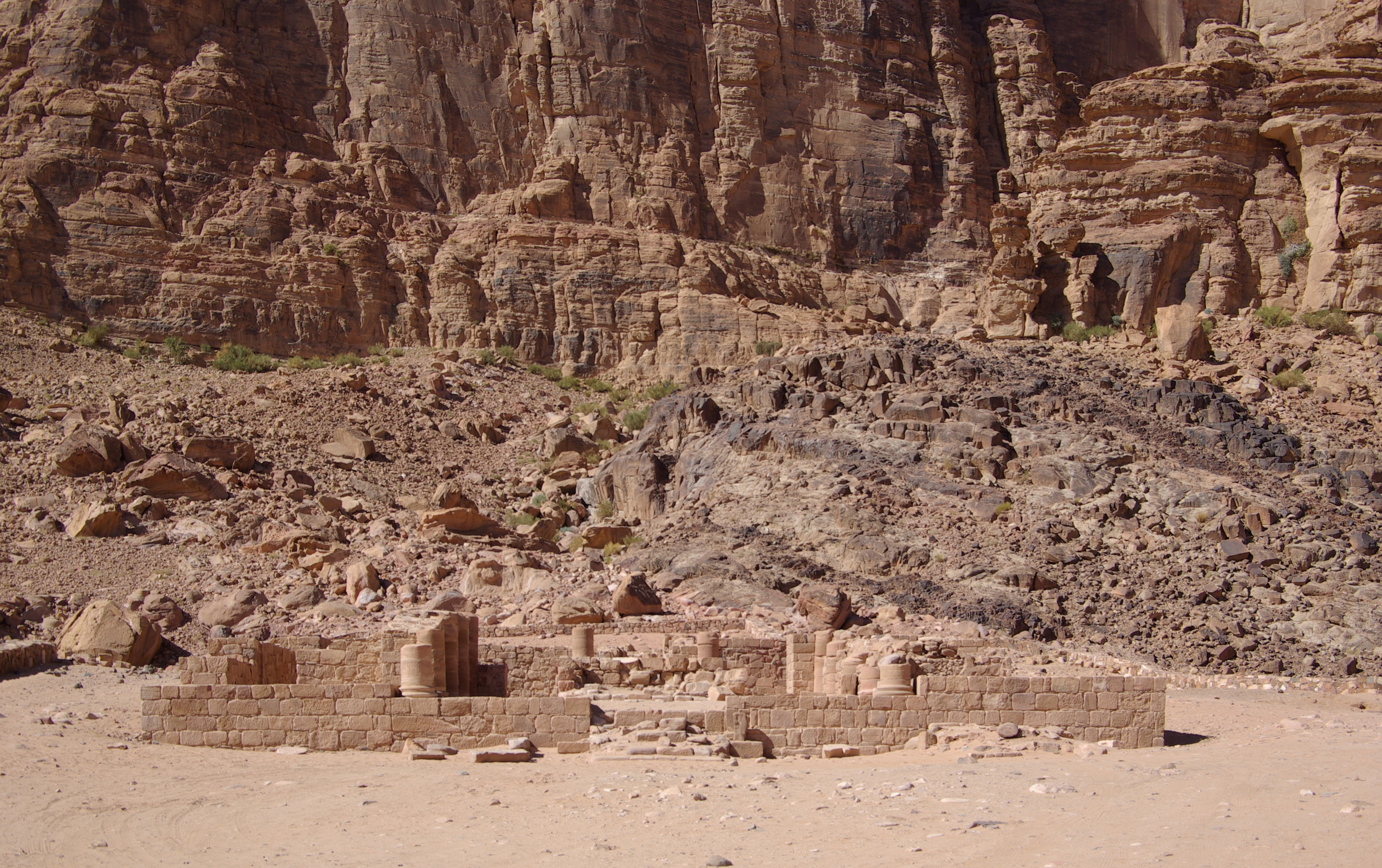
المعبد النبطي
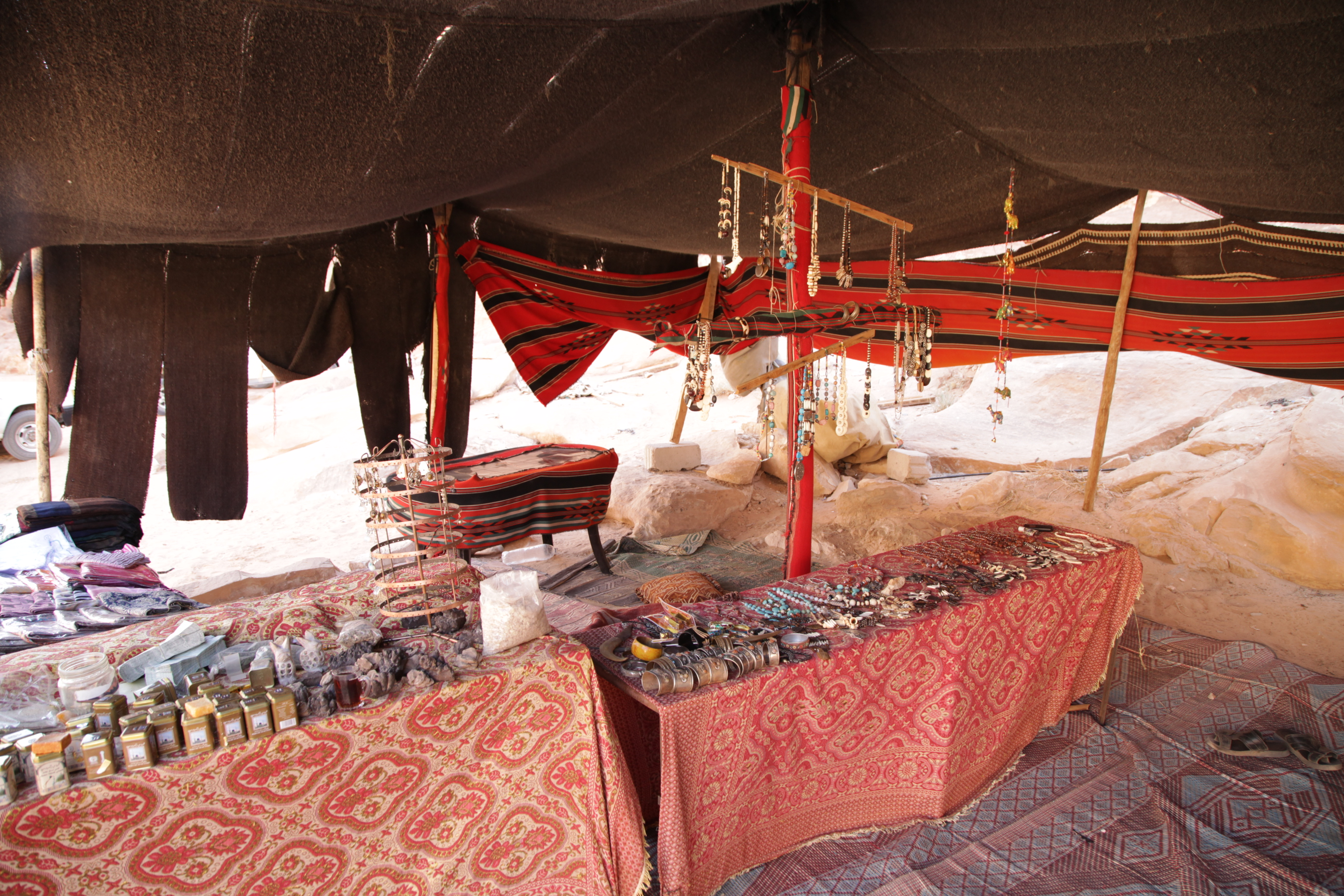
الحلي والهدايا المصنوعة محليا
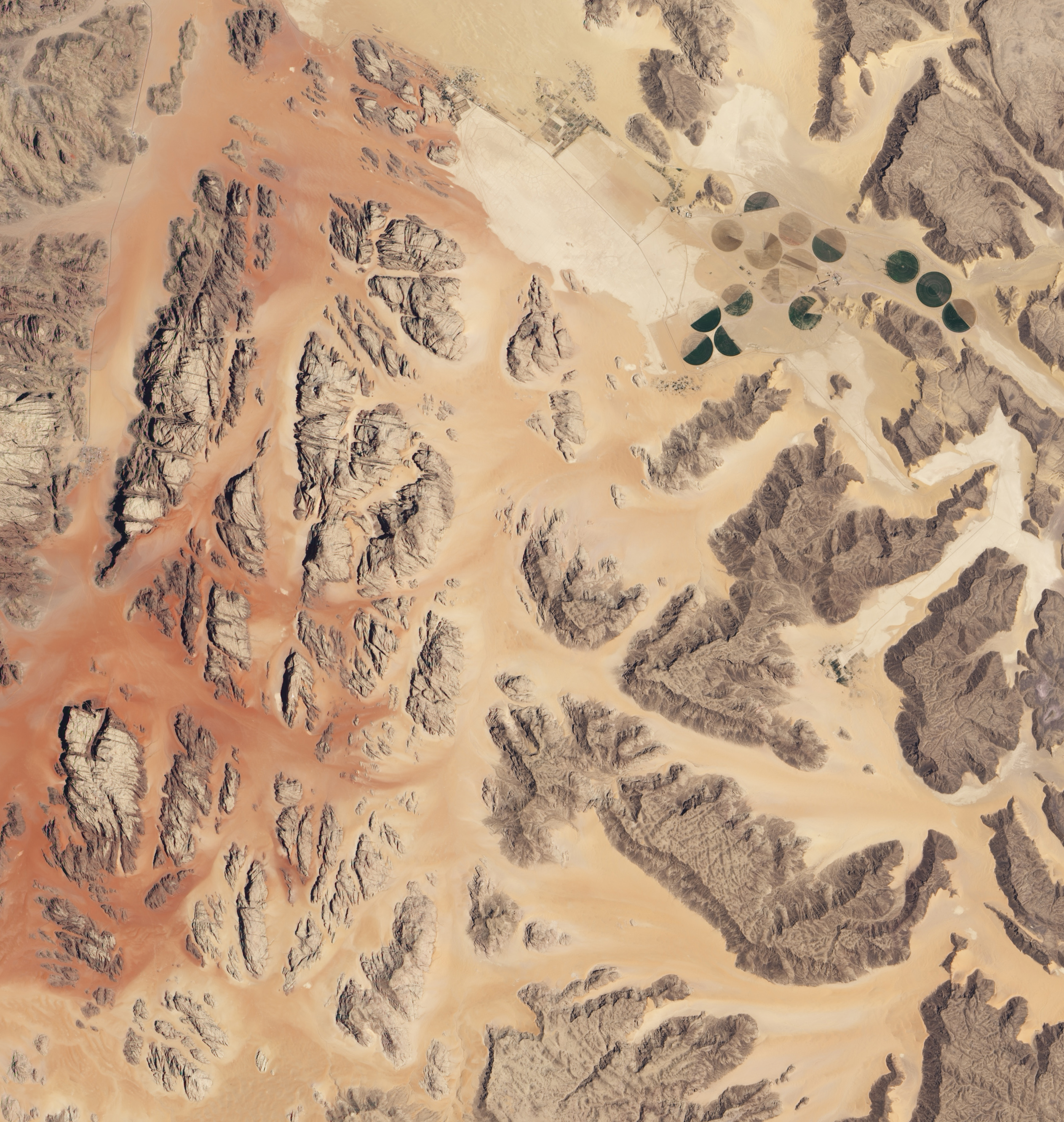
صورة من الجو لمحمية وادي رم
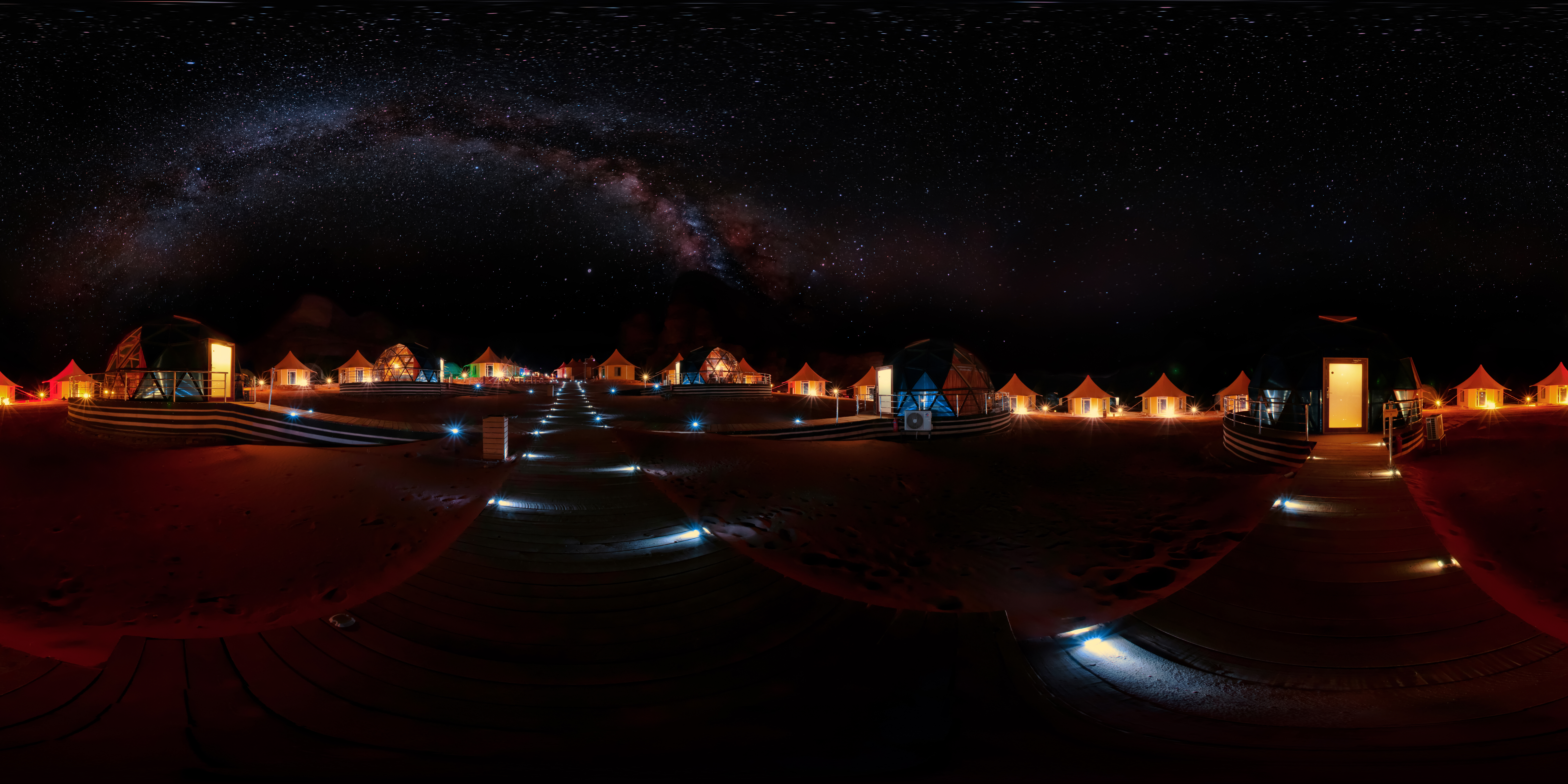
صورة من وادي رم ليلًا ويظهر فيها أحد مخيمات المبيت ومجرة درب التبانة
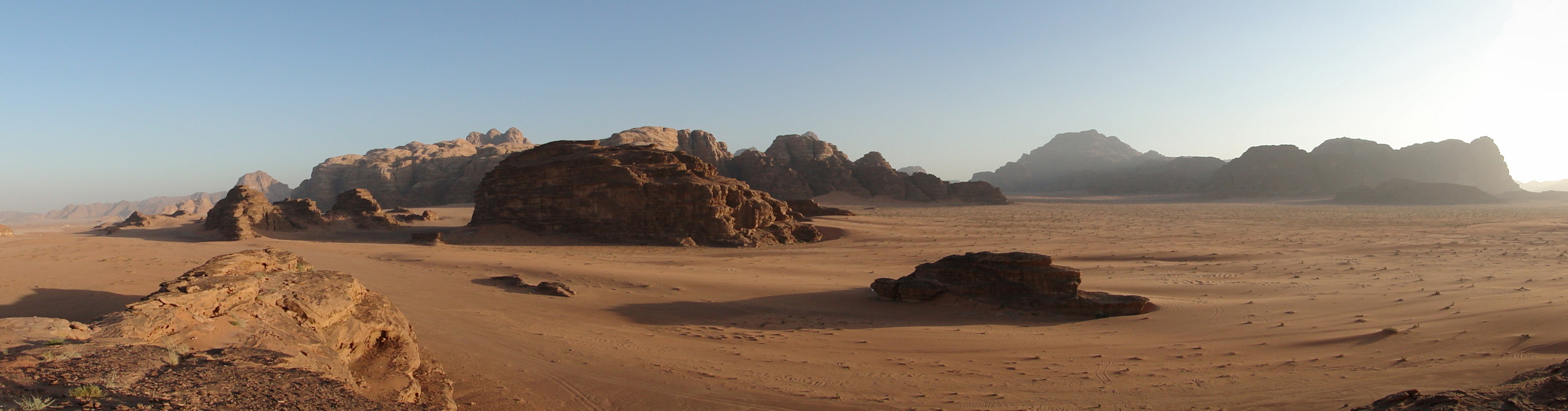
صورة بانوراما لصحراء وادي رم
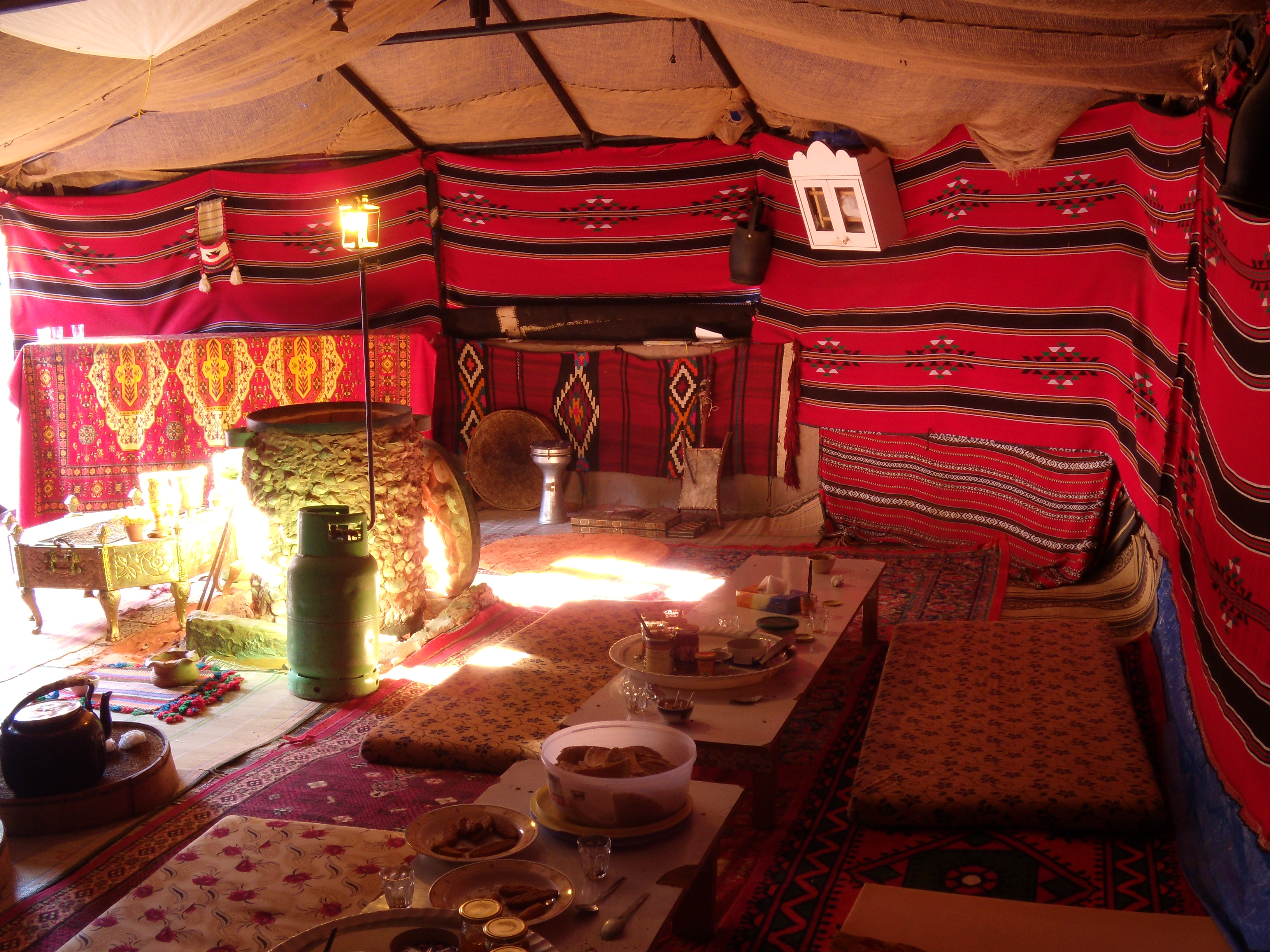
إحدى الخيم البدوية من الداخل
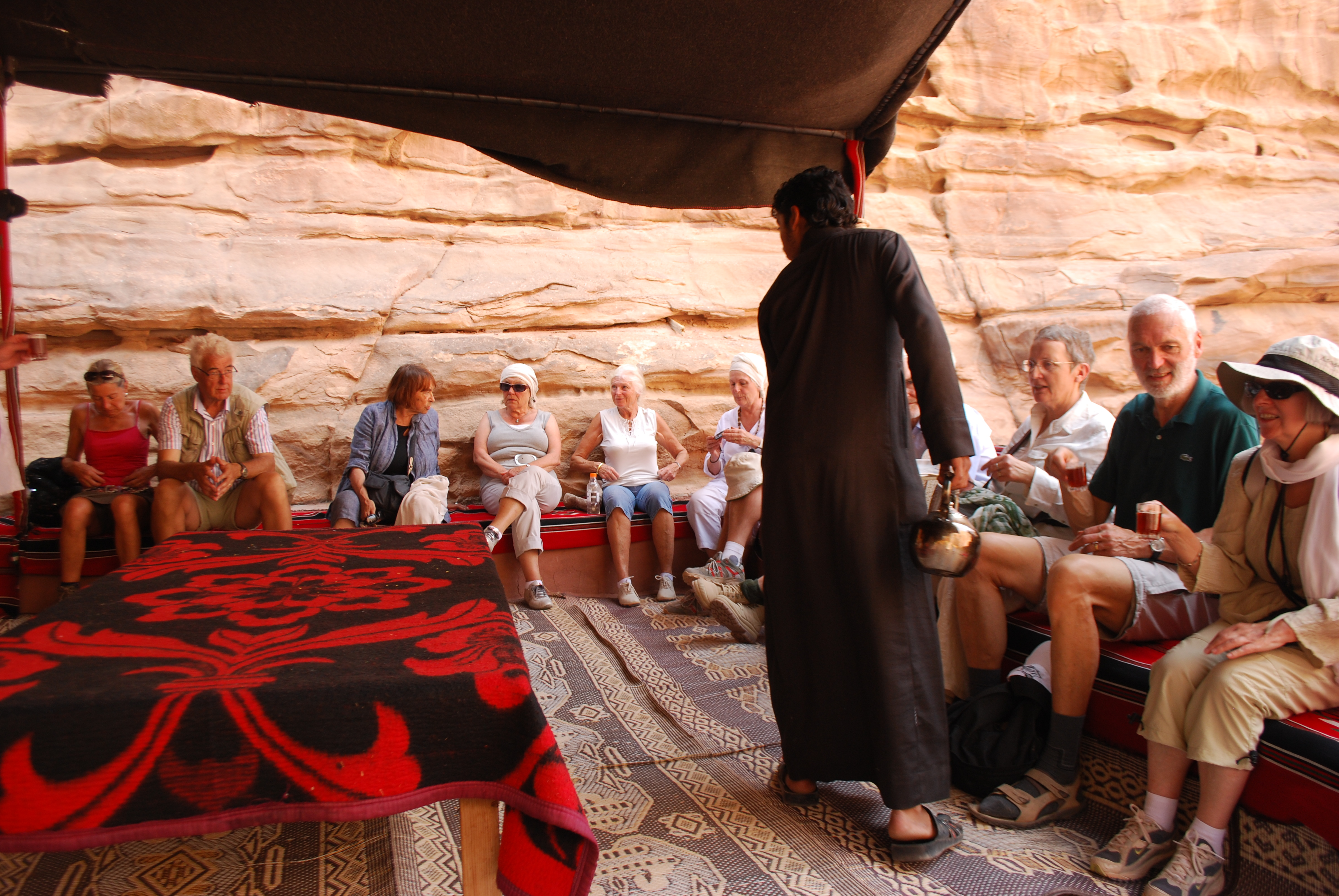
تجمع للسياح في إحدى الخيم
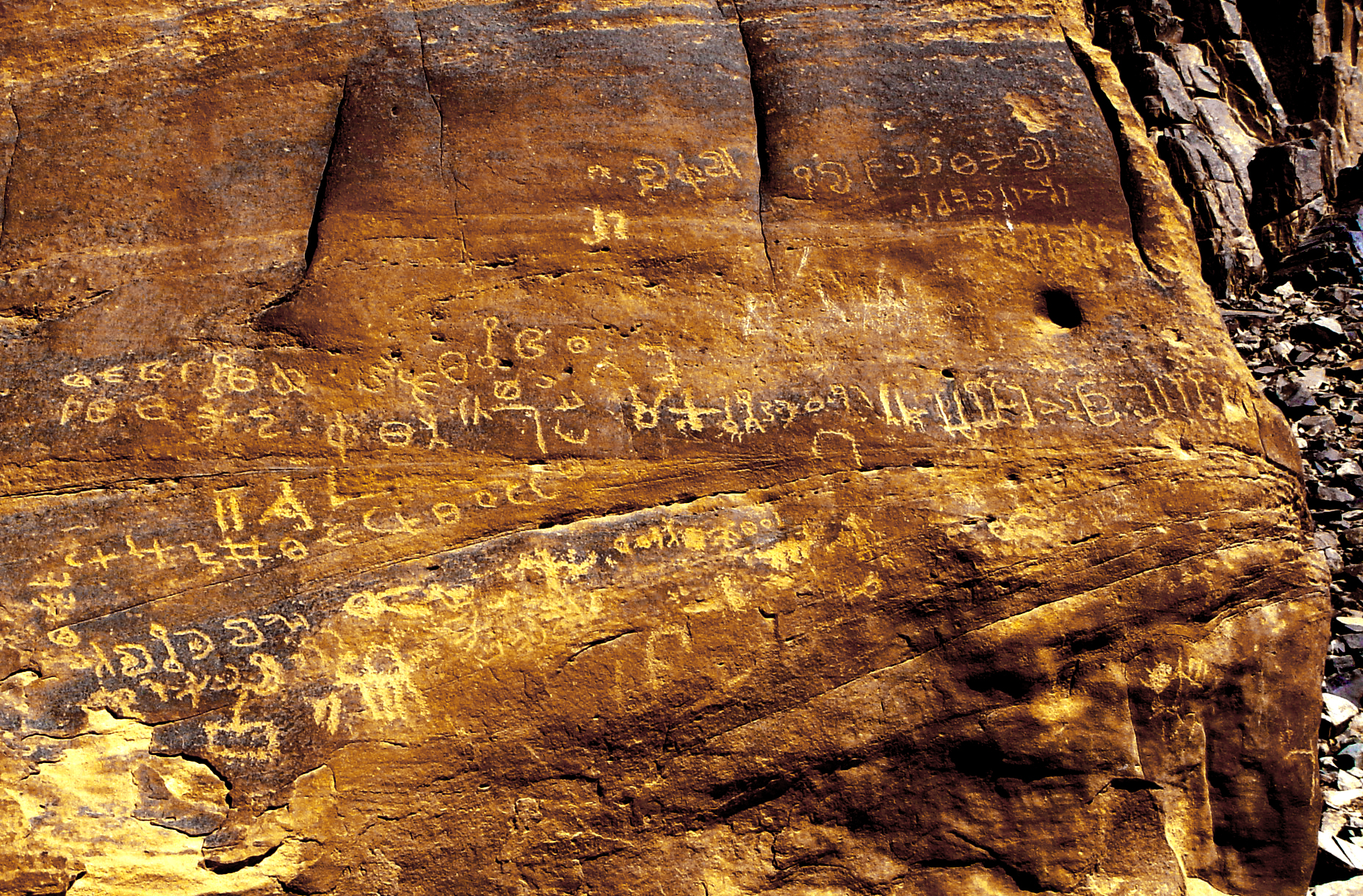
نقوش صخرية
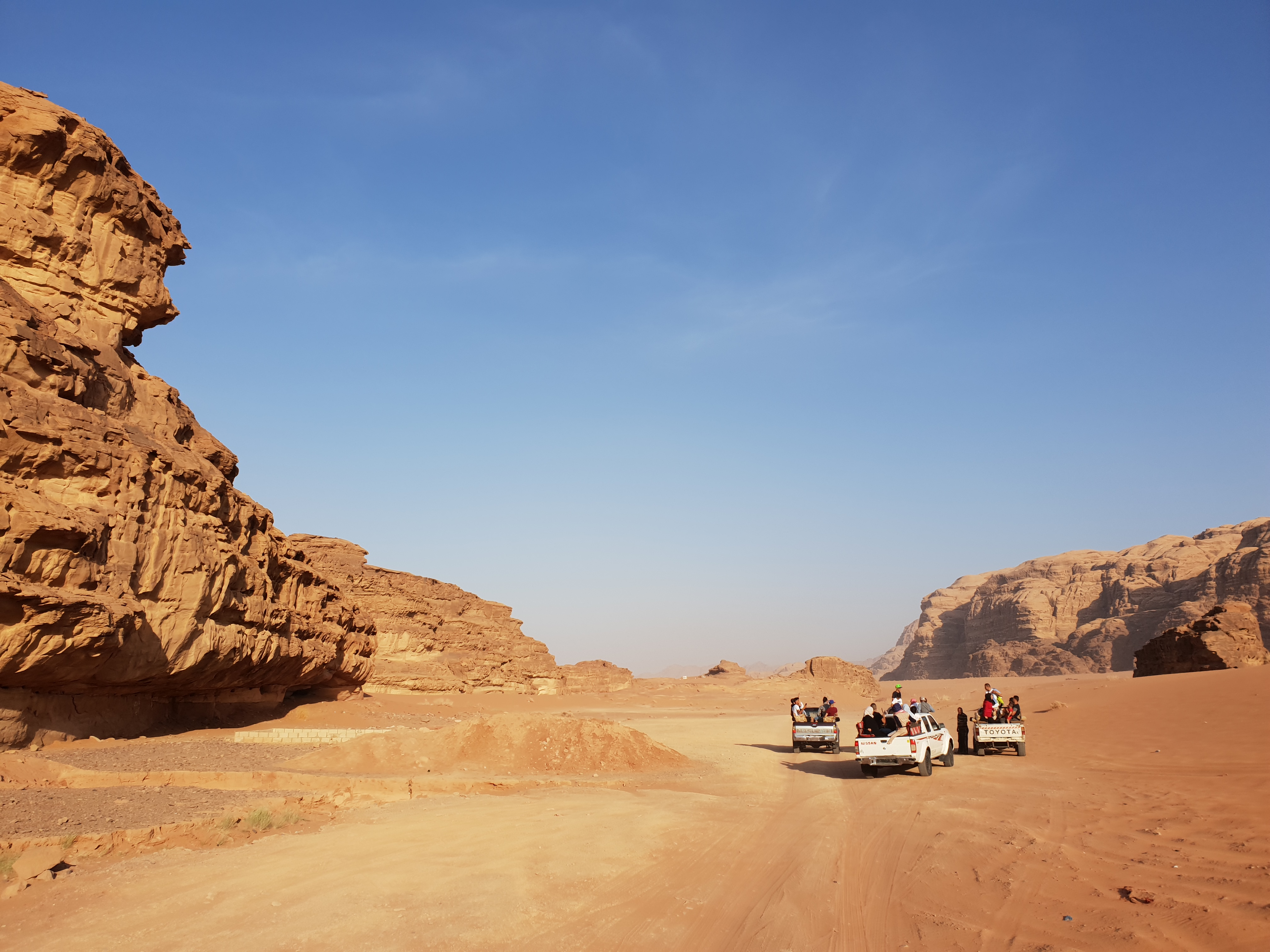
نزهة في وادي رم
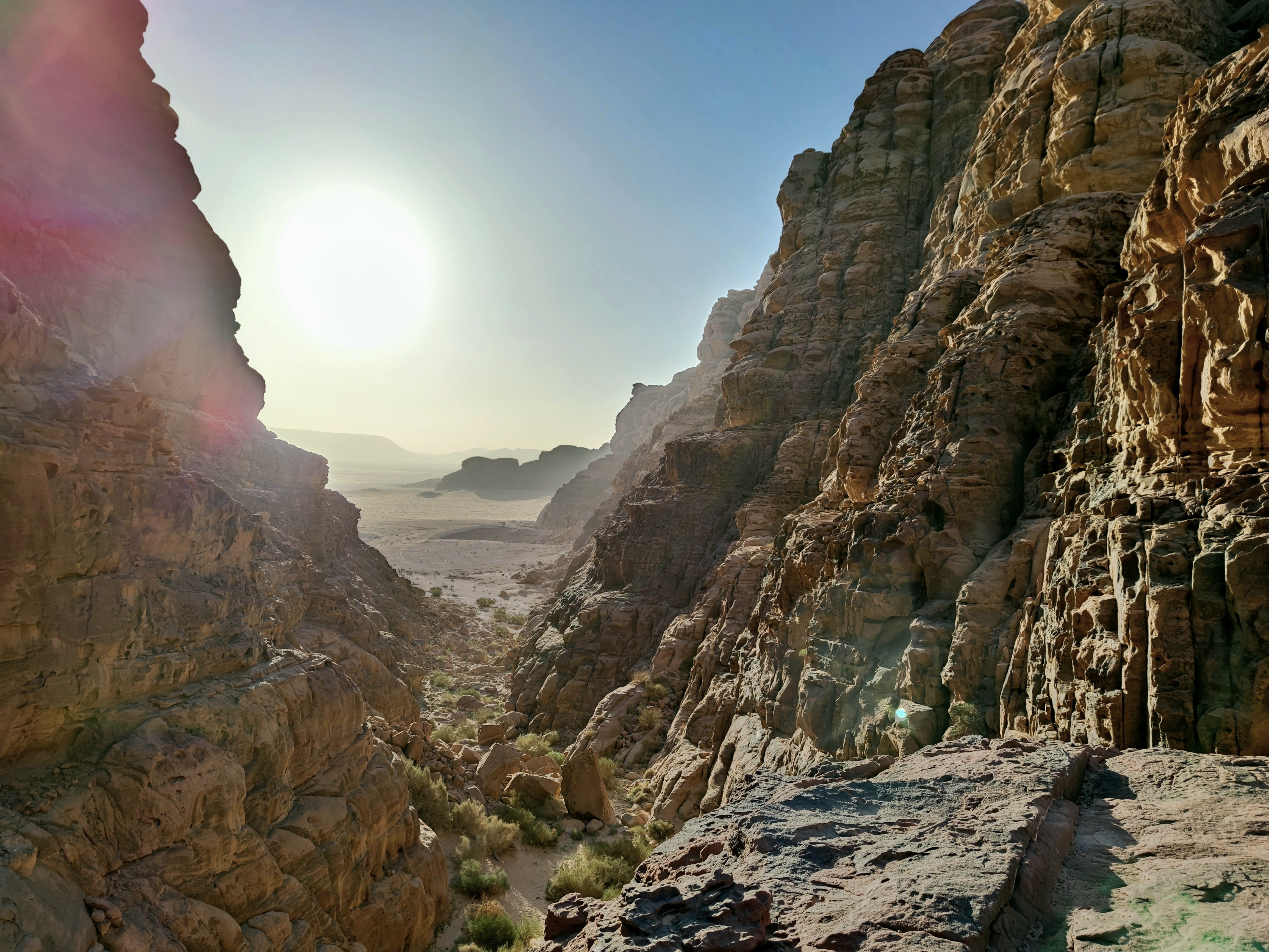
قطاع من وادي رم.
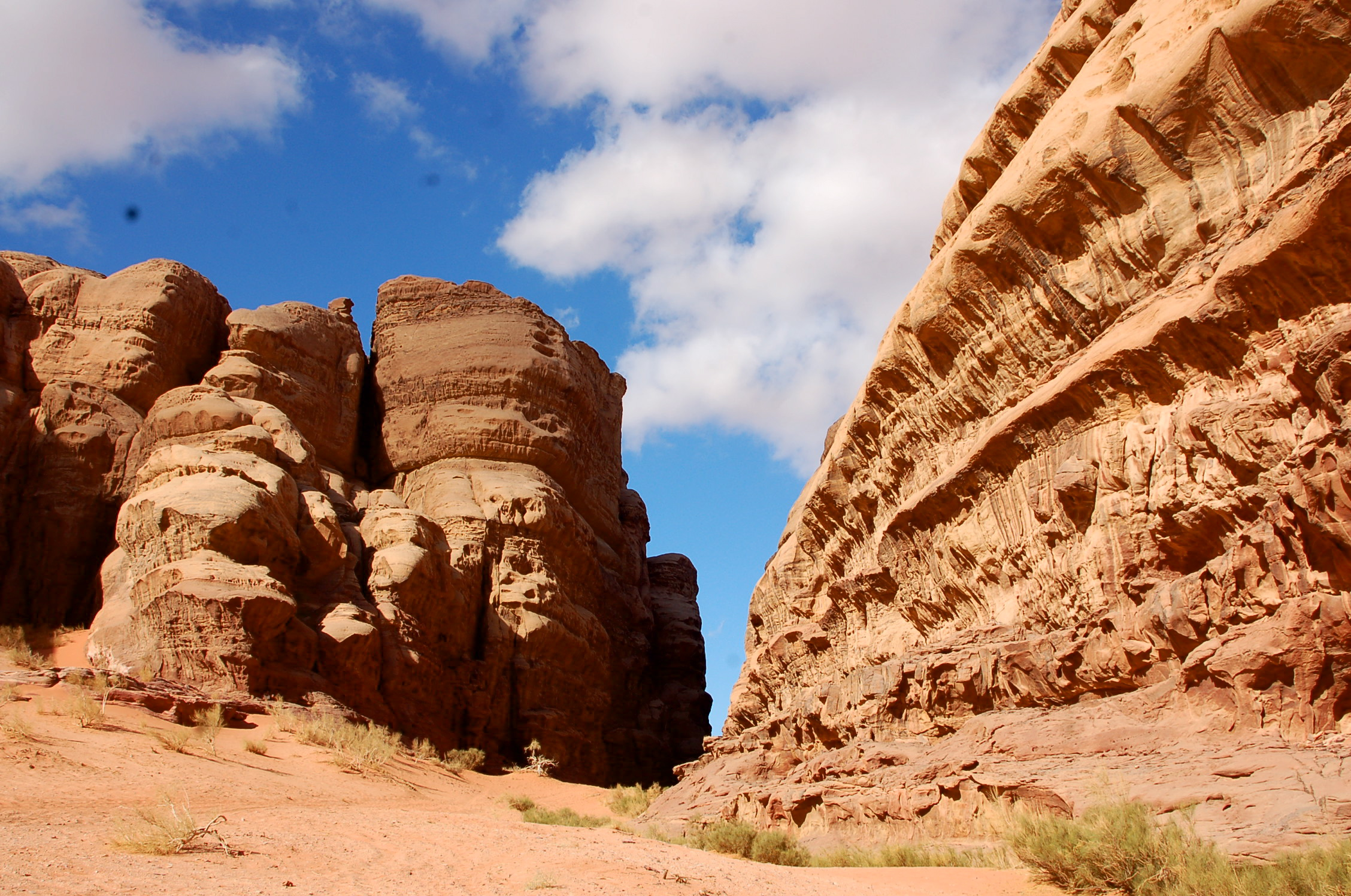
وادي رم.
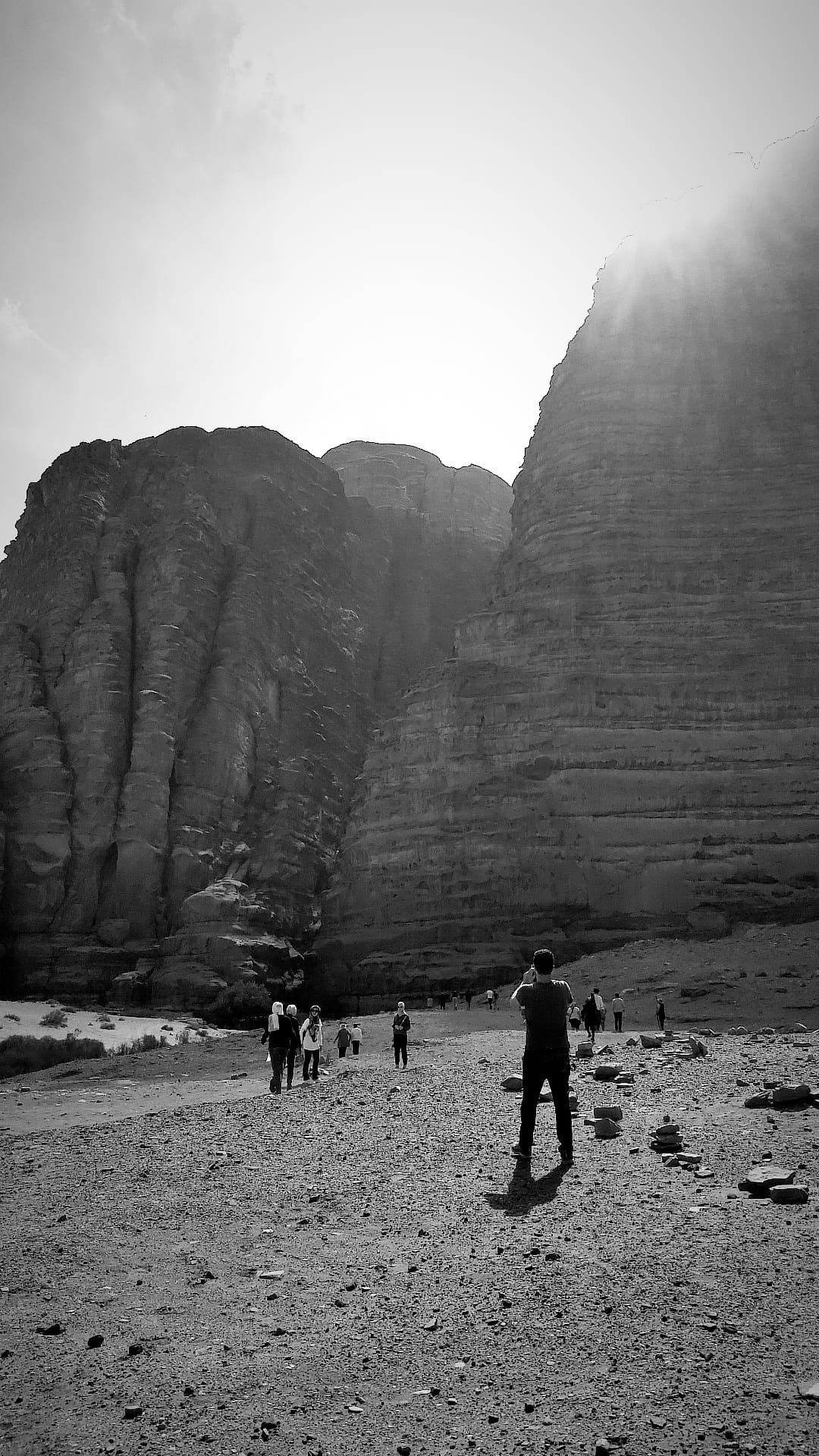
اكتشاف وادي الخزعلي (وادي رم).
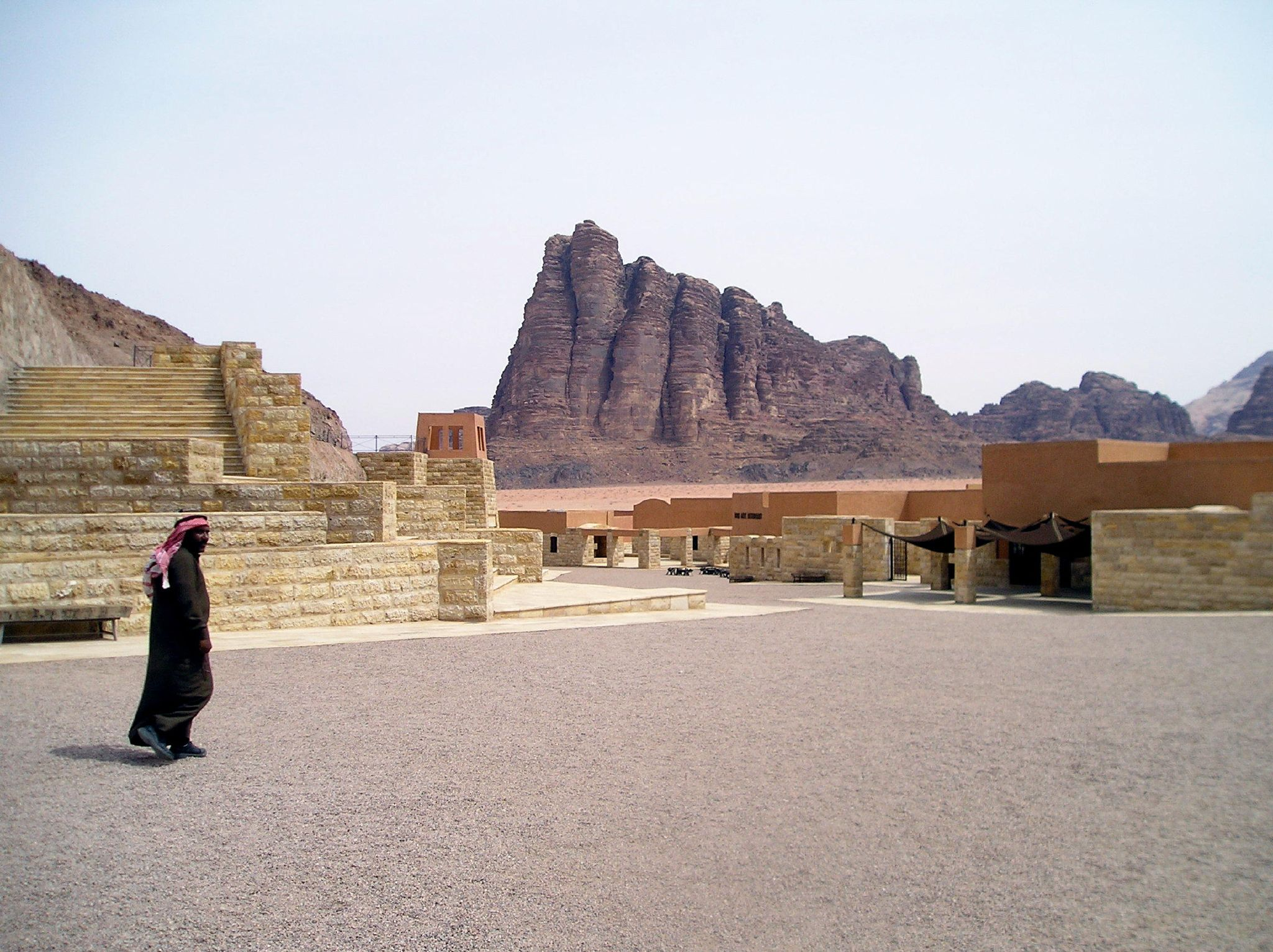
مركز زوار وادي رم.

## روابط خارجية
- مركز زوار وادي رم
- مدونة وادي رم